# لیگ ۱ ۲۰–۲۰۱۹
فصل ۲۰–۲۰۱۹ لیگ ۱، که به دلیل حامی مالی آن، به عنوان لیگ ۱ کونفراما نیز شناخته می‌شود، ۸۲مین فصل از زمان تاسیس این لیگ بود. این فصل از ۹ اوت ۲۰۱۹ آغاز شد و به دنبال تأثیرات شیوع ویروس کرونا به طور ناگهانی در ۲۸ آوریل ۲۰۲۰ نیمه کاره به اتمام رسید.
در ۱۳ مارس ۲۰۲۰، پس از شیوع ویروس کرونا در فرانسه، لیگ فوتبال حرفه‌ای (LFP) لیگ ۱ و لیگ ۲ را تا اطلاع ثانوی به حال تعلیق درآورد. در ۲۸ آوریل ۲۰۲۰، اعلام شد که در نتیجهٔ ممنوعیت همه رویدادهای ورزشی تا ماه سپتامبر از سوی دولت، رقابت‌های لیگ ۱ و لیگ ۲ دیگر ادامه نخواهد یافت. در ۳۰ آوریل ۲۰۲۰، پس از لغو فصل ۲۰–۲۰۱۹، عنوان قهرمانی براساس میانگین امتیاز در هر بازی به پاری سن-ژرمن اهدا شد.
پاری سن-ژرمن در زمان توقف لیگ با یک بازی کمتر و ۱۲ امتیاز اختلاف نسبت به تیم دوم در رده اول جدول قرار گرفته بود. مارسی و رن با ایستادن در رده دوم و سوم دو سهمیه دیگر فرانسه برای لیگ قهرمانان اروپا ۲۱–۲۰۲۰ را دریافت کردند. در ۹ ژوئن ۲۰۲۰، بالاترین دادگاه اداری فرانسه حکم داد که سقوط آمیان و تولوز برای این فصل به حال تعلیق درآمده است. این رای در ۲۳ ژوئن منتفی شد و متعاقباً آمیان و تولوز به لیگ ۲ ۲۱–۲۰۲۰ سقوط کردند.

## تیم‌ها

### تغییرات تیم‌ها
متس و برستوا تیم‌های صعودکننده از لیگ ۲ ۱۹–۲۰۱۸ بودند که جایگزین دو تیم سقوط کننده از فصل ۱۹–۲۰۱۸ لیگ ۱ کان و گنگام شدند.
| رتبه. | سقوط از لیگ ۱ ۱۹-۲۰۱۸ |
| ----- | --------------------- |
| ۱۹.   | کان                   |
| ۲۰.   | گنگام                 |

| رتبه. | صعود از لیگ ۲ ۱۹-۲۰۱۸ |
| ----- | --------------------- |
| ۱.    | متس                   |
| ۲.    | برستوا                |

### ورزشگاه‌ها و مناطق
| \| باشگاه \| منطقه \| ورزشگاه \| ظرفیت \| فصل ۱۹–۲۰۱۸ \| بودجه € \| \| ---------- \| ---------- \| -------------- \| ------ \| ------------- \| ------- \| \| آمیان \| آمیان \| لیکورن \| ۱۲٬۰۹۷ \| ۱۵ \| ۳۰ \| \| آنژه \| آنژه \| ریموند کوپا \| ۱۸٬۷۵۲ \| ۱۳ \| ۳۲ \| \| بوردو \| بوردو \| نیو بوردو \| ۴۲٬۱۱۵ \| ۱۴ \| ۷۰ \| \| برستوا \| برست \| فرانسیس لا بلی \| ۱۵٬۹۳۱ \| لیگ ۲، دوم \| ۳۰ \| \| دیژون \| دیژون \| گستون ژرار \| ۱۵٬۹۹۵ \| ۱۸ \| ۳۸ \| \| لیل \| وینو دسک \| پیر مائوروی \| ۵۰٬۱۸۶ \| دوم \| ۱۲۰ \| \| لیون \| لیون \| گروپاما \| ۵۹٬۱۸۶ \| سوم \| ۳۱۰ \| \| مارسی \| مارسی \| ولودروم \| ۶۷٬۳۹۴ \| ۵ \| ۱۱۰ \| \| متس \| متس \| سن سیمفورین \| ۲۵٬۳۶۳ \| لیگ ۲، قهرمان \| ۴۰ \| \| موناکو \| موناکو \| لویی II \| ۱۸٬۵۲۳ \| ۱۷ \| ۲۲۰ \| \| مون‌پلیه \| مون‌پلیه \| دِ لا موسون \| ۳۲٬۹۰۰ \| ۶ \| ۴۰ \| \| نانت \| نانت \| دِ لا بوژوار \| ۳۵٬۳۲۲ \| ۱۲ \| ۷۰ \| \| نیس \| نیس \| آلیانز ریویرا \| ۳۵٬۶۲۴ \| ۷ \| ۵۰ \| \| نیم \| نیم \| کوستیر \| ۱۸٬۴۸۲ \| ۹ \| ۲۷ \| \| پاریس \| پاریس \| پارک دِ پرنس \| ۴۸٬۵۸۳ \| قهرمان \| ۶۳۷ \| \| رنس \| رنس \| آگوست دلون \| ۲۱٬۶۸۴ \| ۸ \| ۴۵ \| \| رن \| رن \| روازون پارک \| ۲۹٬۷۷۸ \| ۱۰ \| ۶۵ \| \| سن-اتین \| سن-اتین \| ژوفروا-گیشار \| ۴۱٬۹۶۵ \| ۴ \| ۱۰۰ \| \| استراسبورگ \| استراسبورگ \| دِ لا مینو \| ۲۹٬۲۳۰ \| ۱۱ \| ۴۳ \| \| تولوز \| تولوز \| مونیسیپال \| ۳۳٬۱۵۰ \| ۱۶ \| ۳۵ \| | آمیانبوردوآنژهبرستوادیژونلیللیونمارسیمتسموناکومون‌پلیهنانتنیسنیمپاریسرنسرنسن-اتیناستراسبورگتولوز موقعیت جغرافیایی تیم‌ها در لیگ ۱ ۲۰–۲۰۱۹ · |                |        |               |         |
| باشگاه | منطقه | ورزشگاه        | ظرفیت  | فصل ۱۹–۲۰۱۸   | بودجه € |
| آمیان | آمیان | لیکورن         | ۱۲٬۰۹۷ | ۱۵            | ۳۰      |
| آنژه | آنژه | ریموند کوپا    | ۱۸٬۷۵۲ | ۱۳            | ۳۲      |
| بوردو | بوردو | نیو بوردو      | ۴۲٬۱۱۵ | ۱۴            | ۷۰      |
| برستوا | برست | فرانسیس لا بلی | ۱۵٬۹۳۱ | لیگ ۲، دوم    | ۳۰      |
| دیژون | دیژون | گستون ژرار     | ۱۵٬۹۹۵ | ۱۸            | ۳۸      |
| لیل | وینو دسک | پیر مائوروی    | ۵۰٬۱۸۶ | دوم           | ۱۲۰     |
| لیون | لیون | گروپاما        | ۵۹٬۱۸۶ | سوم           | ۳۱۰     |
| مارسی | مارسی | ولودروم        | ۶۷٬۳۹۴ | ۵             | ۱۱۰     |
| متس | متس | سن سیمفورین    | ۲۵٬۳۶۳ | لیگ ۲، قهرمان | ۴۰      |
| موناکو | موناکو | لویی II        | ۱۸٬۵۲۳ | ۱۷            | ۲۲۰     |
| مون‌پلیه | مون‌پلیه | دِ لا موسون     | ۳۲٬۹۰۰ | ۶             | ۴۰      |
| نانت | نانت | دِ لا بوژوار    | ۳۵٬۳۲۲ | ۱۲            | ۷۰      |
| نیس | نیس | آلیانز ریویرا  | ۳۵٬۶۲۴ | ۷             | ۵۰      |
| نیم | نیم | کوستیر         | ۱۸٬۴۸۲ | ۹             | ۲۷      |
| پاریس | پاریس | پارک دِ پرنس    | ۴۸٬۵۸۳ | قهرمان        | ۶۳۷     |
| رنس | رنس | آگوست دلون     | ۲۱٬۶۸۴ | ۸             | ۴۵      |
| رن | رن | روازون پارک    | ۲۹٬۷۷۸ | ۱۰            | ۶۵      |
| سن-اتین | سن-اتین | ژوفروا-گیشار   | ۴۱٬۹۶۵ | ۴             | ۱۰۰     |
| استراسبورگ | استراسبورگ | دِ لا مینو      | ۲۹٬۲۳۰ | ۱۱            | ۴۳      |
| تولوز | تولوز | مونیسیپال      | ۳۳٬۱۵۰ | ۱۶            | ۳۵      |

### تعداد تیم‌ها براساس منطقه
| تعداد | استان یا شهرستان     | تیم (ها)              |
| ----- | -------------------- | --------------------- |
| ۳     | گرانت است            | متس، رنس و استراسبورگ |
| ۳     | اکسیتنی              | مون‌پلیه، نیم و تولوز  |
| ۲     | اوورنی-رون-آلپ       | لیون و سن-اتین        |
| ۲     | برتاین               | برستوا، رن و لوریان   |
| ۲     | او-دو-فرانس          | آمیان و لیل           |
| ۲     | پیی دو للوآر         | آنژه و نانت           |
| ۲     | پروانس-آلپ-کوت دازور | مارسی و نیس           |
| ۱     | بورگونی-فرانش-کنته   | دیژون                 |
| ۱     | موناکو               | موناکو                |
| ۱     | ایل-دو-فرانس         | پاری سن-ژرمن          |
| ۱     | نوول-آکیتن           | بوردو                 |

### اعضای تیم و لباس‌ها
| تیم | سرمربی           | کاپیتان         | تولیدکننده لباس | حامی مالی اصلی                                                    |
| --- | ---------------- | --------------- | --------------- | ----------------------------------------------------------------- |
| آمیان | لوکا السنر       | پرنس-دزیر گوانو | پوما            | Intersport                                                        |
| آنژه | استفان مولین     | اسماعیل ترائوره | کاپا            | Scania (بازی در خانه)، Bodet (بازی خارج از خانه)                  |
| بوردو | پائولو سوزا      | بنوا کوستیل     | پوما            | Bistro Régent ،(۳) Winamax                                        |
| برستوا | الیویه دالوگلیو  | گایتان بلاود    | نایکی           | Quéguiner (بازی در خانه)، Yaourts Malo (بازی خارج از خانه)        |
| دیژون | استفان ژوبارد    | ژولیو تاوارس    | لوتو            | Roger Martin (بازی در خانه)، Suez (بازی خارج از خانه & ۳)         |
| لیل | کریستوف گاتیه    | ژوزه فونت       | نیو بالانس      | Boulanger                                                         |
| لیون | رودی گارسیا      | ممفیس دپای      | آدیداس          | Hyundai، (بازی‌های اروپایی) Veolia                                 |
| مارسی | آندره ویلاس-بوآس | استیو مانداندا  | پوما            | Uber Eats                                                         |
| موناکو | روبرت مورنو      | کامیل گلیک      | کاپا            | Fedcom                                                            |
| متس | وینسنت هوگنان    | رناود کواد      | نایکی           | Car Avenue                                                        |
| مون پلیه | میشل در-زاکاریان | ویتورینو هیلتون | نایکی           | PasinoBet                                                         |
| نانت | کریستین گورکوف   | عبدلای توره     | نیو بالانس      | Synergie                                                          |
| نیس | پاتریک ویرا      | دانته           | ماکرون          | Ineos                                                             |
| نیم | برنار بلکر       | آنتونی بریانکون | پوما            | Hectare                                                           |
| پاریس | توماس توخل       | تیاگو سیلوا     | نایکی [الف]     | Accor                                                             |
| رنس | داوید گویون      | الکسیز رومائو   | آمبرو           | Maisons France Confort (بازی در خانه)، Hexaom (بازی خارج از خانه) |
| رن | ژولیان استفان    | دامیان دا سیلوا | پوما            | Samsic                                                            |
| سن-اتین | کلود پوئل        | لوییک پرین      | لو کوک اسپورتیف | Aesio                                                             |
| استراسبورگ | تیری لوری        | استفان میتروویچ | آدیداس          | ÉS Énergies (بازی در خانه)، CroisiEurope (بازی خارج از خانه)      |
| تولوز | دنیس زانکو       | مکس گریدل       | جوما            | Triangle Interim                                                  |
| ^ لباس‌های سفید مارک نایک را داشتند، اما در بازی‌های خارج از خانه، لباس‌های سیاه و قرمز از مارک جردن برخوردار بودند. |                  |                 |                 |                                                                   |

### تغییرات سرمربی‌ها
| تیم     | سرمربی خروجی    | شیوه خروج                | تاریخ خروج     | موقعیت در جدول | سرمربی جایگزین   | تاریخ انتصاب   |
| ------- | --------------- | ------------------------ | -------------- | -------------- | ---------------- | -------------- |
| برستوا  | ژان-مارک فورلان | پایان قرارداد            | ۱۷ مه ۲۰۱۹     | پیش-فصل        | الیویه دالوگلیو  | ۲۶ مه ۲۰۱۹     |
| متس     | فردریک آنتونتی  | به دلایل شخصی استعفا داد | ۱۸ مه ۲۰۱۹     | پیش-فصل        | وینسنت هوگنون    | ۱۸ مه ۲۰۱۹     |
| لیون    | برونو ژنسیو     | پایان قرارداد            | ۲۵ مه ۲۰۱۹     | پیش-فصل        | سیلوینیو         | ۲۵ مه ۲۰۱۹     |
| سن-اتین | ژین-لوئیس گاسه  | پایان قرارداد            | ۲۵ مه ۲۰۱۹     | پیش-فصل        | گسیلان پرینتانت  | ۲۵ مه ۲۰۱۹     |
| مارسی   | رودی گارسیا     | استعفا                   | ۲۵ مه ۲۰۱۹     | پیش-فصل        | آندره ویلاس-بوآس | ۲۸ مه ۲۰۱۹     |
| آمیان   | کریستوف پلیسیه  | قرارداد با لوریان        | ۲۹ مه ۲۰۱۹     | پیش-فصل        | لوکا السنر       | ۱۹ ژوئن ۲۰۱۹   |
| دیژون   | آنتوان کومبوار  | استعفا                   | ۱۰ ژوئن ۲۰۱۹   | پیش-فصل        | استفان ژوبارد    | ۲۰ ژوئن ۲۰۱۹   |
| نانت    | وحید خلیلهوژیچ  | رضایت طرفین              | ۲ اوت ۲۰۱۹     | پیش-فصل        | کریستین گورکوف   | ۸ اوت ۲۰۱۹     |
| سن-اتین | گیسلان پرینتانت | اخراج                    | ۴ اکتبر ۲۰۱۹   | ۱۹             | کلود پوئل        | ۴ اکتبر ۲۰۱۹   |
| لیون    | سیلوینیو        | اخراج                    | ۷ اکتبر ۲۰۱۹   | ۱۴             | رودی گارسیا      | ۱۴ اکتبر ۲۰۱۹  |
| تولوز   | آلان کازانوا    | رضایت طرفین              | ۱۰ اکتبر ۲۰۱۹  | ۱۸             | آنتوان کومبوار   | ۱۴ اکتبر ۲۰۱۹  |
| موناکو  | لئوناردو ژاردیم | اخراج                    | ۲۸ دسامبر ۲۰۱۹ | ۷              | روبرت مورنو      | ۲۸ دسامبر ۲۰۱۹ |
| تولوز   | آنتوان کومبوار  | اخراج                    | ۵ ژانویه ۲۰۲۰  | ۲۰             | دنیس زانکو       | ۶ ژانویه ۲۰۲۰  |

## جدول لیگ و نتایج

### جدول لیگ
| رتبه | تیم          | بازی | برد | تساوی | باخت | گل‌ز | گل‌خ | ت‌گل | امتیاز | م.امتیاز | صعود یا سقوط                         | توضیحات |
| --- | ------------ | ---- | --- | ----- | ---- | --- | --- | --- | ------ | -------- | ------------------------------------ | --- |
| ۱. | پاری سن-ژرمن | ۲۷   | ۲۲  | ۲     | ۳    | ۷۵  | ۲۴  | ۵۱+ | ۶۸     | ۲٬۵۱     | قهرمان و حضور در لیگ قهرمانان اروپا  | قوانین جدول رده‌بندی: ۱) امتیازات ۲) تفاضل گل ۳) گل‌های زده ۴) اختلاف گل در بازی‌های رو در رو ۵) رتبه در بازی جوانمردانه. |
| ۲. | مارسی        | ۲۸   | ۱۶  | ۸     | ۴    | ۴۱  | ۲۹  | ۱۲+ | ۵۶     | ۲        | لیگ قهرمانان اروپا                   | قوانین جدول رده‌بندی: ۱) امتیازات ۲) تفاضل گل ۳) گل‌های زده ۴) اختلاف گل در بازی‌های رو در رو ۵) رتبه در بازی جوانمردانه. |
| ۳. | رن           | ۲۸   | ۱۵  | ۵     | ۸    | ۳۸  | ۲۴  | ۱۴+ | ۵۰     | ۱٬۷۸     | لیگ قهرمانان اروپا                   | قوانین جدول رده‌بندی: ۱) امتیازات ۲) تفاضل گل ۳) گل‌های زده ۴) اختلاف گل در بازی‌های رو در رو ۵) رتبه در بازی جوانمردانه. |
| ۴. | لیل          | ۲۸   | ۱۵  | ۴     | ۹    | ۳۵  | ۲۷  | ۸+  | ۴۹     | ۱٬۷۵     | لیگ اروپا[الف]                       | قوانین جدول رده‌بندی: ۱) امتیازات ۲) تفاضل گل ۳) گل‌های زده ۴) اختلاف گل در بازی‌های رو در رو ۵) رتبه در بازی جوانمردانه. |
| ۵. | نیس          | ۲۸   | ۱۱  | ۸     | ۹    | ۴۱  | ۳۸  | ۳+  | ۴۱[ب]  | ۱٬۴۶     | لیگ اروپا[الف]                       | قوانین جدول رده‌بندی: ۱) امتیازات ۲) تفاضل گل ۳) گل‌های زده ۴) اختلاف گل در بازی‌های رو در رو ۵) رتبه در بازی جوانمردانه. |
| ۶. | رنس          | ۲۸   | ۱۰  | ۱۱    | ۷    | ۲۶  | ۲۱  | ۵+  | ۴۱[ب]  | ۱٬۴۶     | مرحله دوم دور مقدماتی لیگ اروپا[الف] | قوانین جدول رده‌بندی: ۱) امتیازات ۲) تفاضل گل ۳) گل‌های زده ۴) اختلاف گل در بازی‌های رو در رو ۵) رتبه در بازی جوانمردانه. |
| ۷. | لیون         | ۲۸   | ۱۱  | ۷     | ۱۰   | ۴۲  | ۲۷  | ۱۵+ | ۴۰     | ۱٬۴۲     |                                      | قوانین جدول رده‌بندی: ۱) امتیازات ۲) تفاضل گل ۳) گل‌های زده ۴) اختلاف گل در بازی‌های رو در رو ۵) رتبه در بازی جوانمردانه. |
| ۸. | مون‌پلیه      | ۲۸   | ۱۱  | ۷     | ۱۰   | ۳۵  | ۳۴  | ۱+  | ۴۰     | ۱٬۴۲     |                                      | قوانین جدول رده‌بندی: ۱) امتیازات ۲) تفاضل گل ۳) گل‌های زده ۴) اختلاف گل در بازی‌های رو در رو ۵) رتبه در بازی جوانمردانه. |
| ۹. | موناکو       | ۲۸   | ۱۱  | ۷     | ۱۰   | ۴۴  | ۴۴  | ۰   | ۴۰     | ۱٬۴۲     |                                      | قوانین جدول رده‌بندی: ۱) امتیازات ۲) تفاضل گل ۳) گل‌های زده ۴) اختلاف گل در بازی‌های رو در رو ۵) رتبه در بازی جوانمردانه. |
| ۱۰. | استراسبورگ   | ۲۷   | ۱۱  | ۵     | ۱۱   | ۳۲  | ۳۲  | ۰   | ۳۸     | ۱٬۴۰     |                                      | قوانین جدول رده‌بندی: ۱) امتیازات ۲) تفاضل گل ۳) گل‌های زده ۴) اختلاف گل در بازی‌های رو در رو ۵) رتبه در بازی جوانمردانه. |
| ۱۱. | آنژه         | ۲۸   | ۱۱  | ۶     | ۱۱   | ۲۸  | ۳۳  | ۵−  | ۳۹     | ۱٬۳۹     |                                      | قوانین جدول رده‌بندی: ۱) امتیازات ۲) تفاضل گل ۳) گل‌های زده ۴) اختلاف گل در بازی‌های رو در رو ۵) رتبه در بازی جوانمردانه. |
| ۱۲. | بوردو        | ۲۸   | ۹   | ۱۰    | ۹    | ۴۰  | ۳۴  | ۶+  | ۳۷[پ]  | ۱٬۳۲     |                                      | قوانین جدول رده‌بندی: ۱) امتیازات ۲) تفاضل گل ۳) گل‌های زده ۴) اختلاف گل در بازی‌های رو در رو ۵) رتبه در بازی جوانمردانه. |
| ۱۳. | نانت         | ۲۸   | ۱۱  | ۴     | ۱۳   | ۲۸  | ۳۱  | ۳−  | ۳۷[پ]  | ۱٬۳۲     |                                      | قوانین جدول رده‌بندی: ۱) امتیازات ۲) تفاضل گل ۳) گل‌های زده ۴) اختلاف گل در بازی‌های رو در رو ۵) رتبه در بازی جوانمردانه. |
| ۱۴. | برستوا       | ۲۸   | ۸   | ۱۰    | ۱۰   | ۳۴  | ۳۷  | ۳−  | ۳۴     | ۱٬۲۱     |                                      | قوانین جدول رده‌بندی: ۱) امتیازات ۲) تفاضل گل ۳) گل‌های زده ۴) اختلاف گل در بازی‌های رو در رو ۵) رتبه در بازی جوانمردانه. |
| ۱۵. | متس          | ۲۸   | ۸   | ۱۰    | ۱۰   | ۲۷  | ۳۵  | ۸−  | ۳۴     | ۱٬۲۱     |                                      | قوانین جدول رده‌بندی: ۱) امتیازات ۲) تفاضل گل ۳) گل‌های زده ۴) اختلاف گل در بازی‌های رو در رو ۵) رتبه در بازی جوانمردانه. |
| ۱۶. | دیژون        | ۲۸   | ۷   | ۹     | ۱۲   | ۲۷  | ۳۷  | ۱۰− | ۳۰     | ۱٬۰۷     |                                      | قوانین جدول رده‌بندی: ۱) امتیازات ۲) تفاضل گل ۳) گل‌های زده ۴) اختلاف گل در بازی‌های رو در رو ۵) رتبه در بازی جوانمردانه. |
| ۱۷. | سن-اتین      | ۲۸   | ۸   | ۶     | ۱۴   | ۲۹  | ۴۵  | ۱۶− | ۳۰     | ۱٬۰۷     |                                      | قوانین جدول رده‌بندی: ۱) امتیازات ۲) تفاضل گل ۳) گل‌های زده ۴) اختلاف گل در بازی‌های رو در رو ۵) رتبه در بازی جوانمردانه. |
| ۱۸. | نیم          | ۲۸   | ۷   | ۶     | ۱۵   | ۲۹  | ۴۴  | ۱۵− | ۲۷     | ۰٬۹۶     | [ت]                                  | قوانین جدول رده‌بندی: ۱) امتیازات ۲) تفاضل گل ۳) گل‌های زده ۴) اختلاف گل در بازی‌های رو در رو ۵) رتبه در بازی جوانمردانه. |
| ۱۹. | آمیان        | ۲۸   | ۴   | ۱۱    | ۱۳   | ۳۱  | ۵۰  | ۱۹− | ۲۳     | ۰٬۸۲     | سقوط به لیگ ۲                        | قوانین جدول رده‌بندی: ۱) امتیازات ۲) تفاضل گل ۳) گل‌های زده ۴) اختلاف گل در بازی‌های رو در رو ۵) رتبه در بازی جوانمردانه. |
| ۲۰. | تولوز        | ۲۸   | ۳   | ۴     | ۲۱   | ۲۲  | ۵۸  | ۳۶− | ۱۳     | ۰٬۴۶     | سقوط به لیگ ۲                        | قوانین جدول رده‌بندی: ۱) امتیازات ۲) تفاضل گل ۳) گل‌های زده ۴) اختلاف گل در بازی‌های رو در رو ۵) رتبه در بازی جوانمردانه. |
| منبع: لیگ ۱ |              |      |     |       |      |     |     |     |        |          |                                      | |
| ^ الف: از آنجا که پاری سن ژرمن قهرمانی جام حذفی و جام اتحادیه را از آن خود کرد و با قهرمانی در لیگ جواز حضور در مرحله گروهی لیگ قهرمانان اروپا ۲۱–۲۰۲۰ را نیز به دست آورد، سهمیه حضور در مرحله گروهی لیگ اروپا که به قهرمان جام حذفی داده می‌شود به تیم رده پنجم و سهمیه حضور در مرحله دوم مقدماتی لیگ اروپا که به قهرمان جام اتحادیه اختصاص داشت، به تیم رده ششم اهدا شد. ^ ب: نیس در امتیازات بازی‌های رو در رو از رنس برتری داشت: نیس ۲–۰ رنس، رنس ۱–۱ نیس. ^ پ: بوردو در امتیازات بازی‌های رو در رو از نانت برتری داشت: بوردو ۲–۰ نانت، نانت ۰–۱ بوردو. ^ ت: در اصل، تیم رده هجدهم لیگ ۱ در پایان فصل باید در فینال بازی‌های پلی‌آف به مصاف تیمی از لیگ ۲ ۲۰–۲۰۱۹ برود تا مشخص شود برای فصل ۲۱–۲۰۲۰ در لیگ ۱ باقی می‌ماند یا خیر، اما مرحله پلی‌آف لغو شد و تیم رده هجدهم جدول، در لیگ ۱ باقی ماند. |              |      |     |       |      |     |     |     |        |          |                                      | |

### جایگاه در جدول براساس هفته
| تیم          | ۱  | ۲  | ۳  | ۴  | ۵  | ۶  | ۷  | ۸  | ۹  | ۱۰ | ۱۱ | ۱۲ | ۱۳ | ۱۴ | ۱۵ | ۱۶ | ۱۷ | ۱۸ | ۱۹ | ۲۰ | ۲۱ | ۲۲ | ۲۳ | ۲۴ | ۲۵ | ۲۶ | ۲۷ | ۲۸     | ۲۹     | ۳۰     | ۳۱     | ۳۲     | ۳۳     | ۳۴     | ۳۵     | ۳۶     | ۳۷     | ۳۸     | م. امتیاز. ن |
| تیم          |    |    |    |    |    |    |    |    |    |    |    |    |    |    |    |    |    |    |    |    |    |    |    |    |    |    |    |        |        |        |        |        |        |        |        |        |        |        | م. امتیاز. ن |
| ------------ | -- | -- | -- | -- | -- | -- | -- | -- | -- | -- | -- | -- | -- | -- | -- | -- | -- | -- | -- | -- | -- | -- | -- | -- | -- | -- | -- | ------ | ------ | ------ | ------ | ------ | ------ | ------ | ------ | ------ | ------ | ------ | ------------ |
| پاری سن-ژرمن | ۲  | ۸  | ۳  | ۱  | ۱  | ۱  | ۱  | ۱  | ۱  | ۱  | ۱  | ۱  | ۱  | ۱  | ۱  | ۱  | ۱  | ۱  | ۱  | ۱  | ۱  | ۱  | ۱  | ۱  | ۱  | ۱  | ۱  | لغو شد | لغو شد | لغو شد | لغو شد | لغو شد | لغو شد | لغو شد | لغو شد | لغو شد | لغو شد | لغو شد | ۲٫۵۲         |
| المپیک مارسی | ۱۸ | ۱۷ | ۱۳ | ۸  | ۴  | ۵  | ۶  | ۵  | ۸  | ۴  | ۷  | ۴  | ۲  | ۲  | ۲  | ۲  | ۲  | ۲  | ۲  | ۲  | ۲  | ۲  | ۲  | ۲  | ۲  | ۲  | ۲  | ۲      | لغو شد | لغو شد | لغو شد | لغو شد | لغو شد | لغو شد | لغو شد | لغو شد | لغو شد | لغو شد | ۲٫۰۰         |
| رن           | ۸  | ۳  | ۱  | ۲  | ۲  | ۴  | ۹  | ۸  | ۱۰ | ۱۲ | ۹  | ۱۴ | ۱۰ | ۱۱ | ۱۱ | ۷  | ۴  | ۴  | ۳  | ۳  | ۳  | ۳  | ۳  | ۳  | ۳  | ۳  | ۳  | ۳      | لغو شد | لغو شد | لغو شد | لغو شد | لغو شد | لغو شد | لغو شد | لغو شد | لغو شد | لغو شد | ۱٫۷۹         |
| لیل          | ۵  | ۱۰ | ۴  | ۱۰ | ۵  | ۶  | ۳  | ۴  | ۵  | ۷  | ۳  | ۵  | ۵  | ۱۰ | ۸  | ۴  | ۳  | ۳  | ۴  | ۵  | ۷  | ۴  | ۴  | ۴  | ۴  | ۴  | ۴  | ۴      | لغو شد | لغو شد | لغو شد | لغو شد | لغو شد | لغو شد | لغو شد | لغو شد | لغو شد | لغو شد | ۱٫۷۵         |
| نیس          | ۶  | ۲  | ۵  | ۳  | ۶  | ۳  | ۷  | ۶  | ۹  | ۱۱ | ۱۵ | ۱۳ | ۱۳ | ۱۵ | ۱۲ | ۱۴ | ۱۳ | ۱۴ | ۱۰ | ۱۱ | ۱۲ | ۸  | ۸  | ۱۱ | ۹  | ۱۰ | ۹  | ۵      | لغو شد | لغو شد | لغو شد | لغو شد | لغو شد | لغو شد | لغو شد | لغو شد | لغو شد | لغو شد | ۱٫۴۶         |
| رنس          | ۴  | ۵  | ۸  | ۶  | ۱۱ | ۱۰ | ۸  | ۹  | ۶  | ۳  | ۴  | ۷  | ۸  | ۷  | ۱۰ | ۱۱ | ۹  | ۶  | ۶  | ۱۰ | ۱۱ | ۷  | ۷  | ۱۰ | ۸  | ۸  | ۸  | ۶      | لغو شد | لغو شد | لغو شد | لغو شد | لغو شد | لغو شد | لغو شد | لغو شد | لغو شد | لغو شد | ۱٫۴۶         |
| المپیک لیون  | ۱  | ۱  | ۲  | ۵  | ۸  | ۹  | ۱۱ | ۱۱ | ۱۴ | ۱۷ | ۱۳ | ۱۰ | ۱۴ | ۹  | ۷  | ۱۰ | ۷  | ۸  | ۱۲ | ۷  | ۵  | ۶  | ۶  | ۹  | ۱۱ | ۷  | ۵  | ۷      | لغو شد | لغو شد | لغو شد | لغو شد | لغو شد | لغو شد | لغو شد | لغو شد | لغو شد | لغو شد | ۱٫۴۳         |
| مون‌پلیه      | ۱۶ | ۱۵ | ۱۲ | ۱۴ | ۱۲ | ۱۲ | ۱۰ | ۱۰ | ۷  | ۸  | ۱۰ | ۱۱ | ۶  | ۶  | ۴  | ۶  | ۱۰ | ۱۲ | ۹  | ۶  | ۴  | ۵  | ۵  | ۵  | ۶  | ۹  | ۶  | ۸      | لغو شد | لغو شد | لغو شد | لغو شد | لغو شد | لغو شد | لغو شد | لغو شد | لغو شد | لغو شد | ۱٫۴۳         |
| موناکو       | ۱۹ | ۲۰ | ۱۹ | ۱۹ | ۱۹ | ۱۹ | ۱۸ | ۱۲ | ۱۶ | ۱۴ | ۱۱ | ۱۵ | ۱۱ | ۱۳ | ۱۴ | ۱۳ | ۱۱ | ۹  | ۷  | ۸  | ۱۳ | ۱۳ | ۱۰ | ۷  | ۵  | ۵  | ۷  | ۹      | لغو شد | لغو شد | لغو شد | لغو شد | لغو شد | لغو شد | لغو شد | لغو شد | لغو شد | لغو شد | ۱٫۴۳         |
| استراسبورگ   | ۱۱ | ۱۳ | ۱۷ | ۱۷ | ۱۸ | ۱۶ | ۱۷ | ۱۳ | ۱۷ | ۲۰ | ۱۶ | ۱۷ | ۱۶ | ۱۲ | ۱۳ | ۱۵ | ۱۵ | ۱۳ | ۱۱ | ۱۲ | ۸  | ۱۱ | ۹  | ۶  | ۷  | ۶  | ۱۰ | لغو شد | لغو شد | لغو شد | لغو شد | لغو شد | لغو شد | لغو شد | لغو شد | لغو شد | لغو شد | لغو شد | ۱٫۴۱         |
| آنژه         | ۳  | ۱۱ | ۶  | ۴  | ۷  | ۲  | ۲  | ۲  | ۳  | ۵  | ۶  | ۲  | ۳  | ۳  | ۳  | ۸  | ۱۲ | ۱۰ | ۸  | ۹  | ۹  | ۱۲ | ۱۳ | ۱۴ | ۱۴ | ۱۴ | ۱۳ | ۱۱     | لغو شد | لغو شد | لغو شد | لغو شد | لغو شد | لغو شد | لغو شد | لغو شد | لغو شد | لغو شد | ۱٫۳۹         |
| بوردو        | ۱۷ | ۱۶ | ۹  | ۱۱ | ۹  | ۸  | ۵  | ۷  | ۴  | ۶  | ۸  | ۶  | ۷  | ۴  | ۵  | ۳  | ۵  | ۷  | ۱۳ | ۱۳ | ۱۰ | ۱۰ | ۱۲ | ۸  | ۱۰ | ۱۲ | ۱۲ | ۱۲     | لغو شد | لغو شد | لغو شد | لغو شد | لغو شد | لغو شد | لغو شد | لغو شد | لغو شد | لغو شد | ۱٫۳۲         |
| نانت         | ۱۳ | ۱۴ | ۱۱ | ۷  | ۳  | ۷  | ۴  | ۳  | ۲  | ۲  | ۲  | ۳  | ۹  | ۸  | ۶  | ۹  | ۶  | ۵  | ۵  | ۴  | ۶  | ۹  | ۱۱ | ۱۲ | ۱۲ | ۱۱ | ۱۱ | ۱۳     | لغو شد | لغو شد | لغو شد | لغو شد | لغو شد | لغو شد | لغو شد | لغو شد | لغو شد | لغو شد | ۱٫۳۲         |
| برستوا       | ۱۲ | ۱۲ | ۷  | ۱۲ | ۱۳ | ۱۵ | ۱۳ | ۱۸ | ۱۲ | ۹  | ۵  | ۹  | ۱۲ | ۱۴ | ۱۵ | ۱۲ | ۱۴ | ۱۵ | ۱۵ | ۱۴ | ۱۴ | ۱۴ | ۱۴ | ۱۳ | ۱۳ | ۱۳ | ۱۴ | ۱۴     | لغو شد | لغو شد | لغو شد | لغو شد | لغو شد | لغو شد | لغو شد | لغو شد | لغو شد | لغو شد | ۱٫۲۱         |
| متس          | ۱۰ | ۴  | ۱۰ | ۱۵ | ۱۷ | ۱۸ | ۱۶ | ۱۷ | ۲۰ | ۱۶ | ۱۹ | ۱۹ | ۱۷ | ۱۸ | ۱۷ | ۱۸ | ۱۸ | ۱۸ | ۱۷ | ۱۷ | ۱۶ | ۱۶ | ۱۶ | ۱۶ | ۱۵ | ۱۶ | ۱۵ | ۱۵     | لغو شد | لغو شد | لغو شد | لغو شد | لغو شد | لغو شد | لغو شد | لغو شد | لغو شد | لغو شد | ۱٫۲۱         |
| دیژون        | ۱۵ | ۱۸ | ۲۰ | ۲۰ | ۲۰ | ۲۰ | ۲۰ | ۲۰ | ۱۹ | ۱۹ | ۲۰ | ۱۶ | ۱۸ | ۱۷ | ۱۸ | ۱۶ | ۱۶ | ۱۶ | ۱۶ | ۱۶ | ۱۷ | ۱۷ | ۱۷ | ۱۷ | ۱۸ | ۱۷ | ۱۷ | ۱۶     | لغو شد | لغو شد | لغو شد | لغو شد | لغو شد | لغو شد | لغو شد | لغو شد | لغو شد | لغو شد | ۱٫۰۷         |
| سن-اتین      | ۷  | ۶  | ۱۴ | ۱۶ | ۱۵ | ۱۷ | ۱۹ | ۱۹ | ۱۳ | ۱۰ | ۱۲ | ۸  | ۴  | ۵  | ۹  | ۵  | ۸  | ۱۱ | ۱۴ | ۱۵ | ۱۵ | ۱۵ | ۱۵ | ۱۵ | ۱۶ | ۱۵ | ۱۶ | ۱۷     | لغو شد | لغو شد | لغو شد | لغو شد | لغو شد | لغو شد | لغو شد | لغو شد | لغو شد | لغو شد | ۱٫۰۷         |
| نیم          | ۲۰ | ۱۹ | ۱۸ | ۱۳ | ۱۴ | ۱۱ | ۱۲ | ۱۵ | ۱۵ | ۱۸ | ۱۸ | ۲۰ | ۲۰ | ۲۰ | ۱۹ | ۱۹ | ۱۹ | ۱۹ | ۱۹ | ۱۹ | ۱۹ | ۱۹ | ۱۸ | ۱۸ | ۱۷ | ۱۸ | ۱۸ | ۱۸     | لغو شد | لغو شد | لغو شد | لغو شد | لغو شد | لغو شد | لغو شد | لغو شد | لغو شد | لغو شد | ۰٫۹۶         |
| آمیان        | ۱۴ | ۹  | ۱۶ | ۱۸ | ۱۶ | ۱۴ | ۱۵ | ۱۶ | ۱۱ | ۱۳ | ۱۴ | ۱۲ | ۱۵ | ۱۶ | ۱۶ | ۱۷ | ۱۷ | ۱۷ | ۱۸ | ۱۸ | ۱۸ | ۱۸ | ۱۹ | ۱۹ | ۱۹ | ۱۹ | ۱۹ | ۱۹     | لغو شد | لغو شد | لغو شد | لغو شد | لغو شد | لغو شد | لغو شد | لغو شد | لغو شد | لغو شد | ۰٫۸۲         |
| تولوز        | ۹  | ۷  | ۱۵ | ۹  | ۱۰ | ۱۳ | ۱۴ | ۱۴ | ۱۸ | ۱۵ | ۱۷ | ۱۸ | ۱۹ | ۱۹ | ۲۰ | ۲۰ | ۲۰ | ۲۰ | ۲۰ | ۲۰ | ۲۰ | ۲۰ | ۲۰ | ۲۰ | ۲۰ | ۲۰ | ۲۰ | ۲۰     | لغو شد | لغو شد | لغو شد | لغو شد | لغو شد | لغو شد | لغو شد | لغو شد | لغو شد | لغو شد | ۰٫۴۶         |

### امتیاز براساس هفته
| تیم          | ۱ | ۲ | ۳ | ۴ | ۵  | ۶  | ۷  | ۸  | ۹  | ۱۰ | ۱۱ | ۱۲  | ۱۳ | ۱۴ | ۱۵  | ۱۶  | ۱۷ | ۱۸ | ۱۹ | ۲۰ | ۲۱  | ۲۲ | ۲۳ | ۲۴ | ۲۵ | ۲۶ | ۲۷ | ۲۸     | ۲۹     | ۳۰     | ۳۱     | ۳۲     | ۳۳     | ۳۴     | ۳۵     | ۳۶     | ۳۷     | ۳۸     |
| تیم          |   |   |   |   |    |    |    |    |    |    |    |     |    |    |     |     |    |    |    |    |     |    |    |    |    |    |    |        |        |        |        |        |        |        |        |        |        |        |
| ------------ | - | - | - | - | -- | -- | -- | -- | -- | -- | -- | --- | -- | -- | --- | --- | -- | -- | -- | -- | --- | -- | -- | -- | -- | -- | -- | ------ | ------ | ------ | ------ | ------ | ------ | ------ | ------ | ------ | ------ | ------ |
| آمیان        | ۰ | ۳ | ۳ | ۳ | ۴  | ۷  | ۷  | ۸  | ۱۱ | ۱۲ | ۱۳ | ۱۶  | ۱۶ | ۱۶ | ۱۶  | ۱۶* | ۱۶ | ۱۷ | ۱۷ | ۱۷ | ۱۸* | ۱۹ | ۲۰ | ۲۰ | ۲۱ | ۲۲ | ۲۲ | ۲۳     | لغو شد | لغو شد | لغو شد | لغو شد | لغو شد | لغو شد | لغو شد | لغو شد | لغو شد | لغو شد |
| آنژه         | ۳ | ۳ | ۶ | ۹ | ۹  | ۱۲ | ۱۵ | ۱۶ | ۱۶ | ۱۶ | ۱۷ | ۲۰  | ۲۱ | ۲۴ | ۲۴  | ۲۴  | ۲۴ | ۲۵ | ۲۸ | ۲۹ | ۳۰  | ۳۰ | ۳۰ | ۳۰ | ۳۰ | ۳۳ | ۳۶ | ۳۹     | لغو شد | لغو شد | لغو شد | لغو شد | لغو شد | لغو شد | لغو شد | لغو شد | لغو شد | لغو شد |
| بوردو        | ۰ | ۱ | ۴ | ۵ | ۸  | ۹  | ۱۲ | ۱۲ | ۱۵ | ۱۵ | ۱۵ | ۱۸  | ۱۹ | ۲۲ | ۲۳  | ۲۶  | ۲۶ | ۲۶ | ۲۶ | ۲۶ | ۲۹  | ۳۰ | ۳۱ | ۳۴ | ۳۵ | ۳۵ | ۳۶ | ۳۷     | لغو شد | لغو شد | لغو شد | لغو شد | لغو شد | لغو شد | لغو شد | لغو شد | لغو شد | لغو شد |
| برستوا       | ۱ | ۲ | ۵ | ۵ | ۶  | ۷  | ۸  | ۸  | ۱۱ | ۱۴ | ۱۷ | ۱۷  | ۱۷ | ۱۸ | ۱۸  | ۲۱  | ۲۱ | ۲۲ | ۲۲ | ۲۵ | ۲۸  | ۲۸ | ۲۹ | ۳۰ | ۳۳ | ۳۴ | ۳۴ | ۳۴     | لغو شد | لغو شد | لغو شد | لغو شد | لغو شد | لغو شد | لغو شد | لغو شد | لغو شد | لغو شد |
| دیژون        | ۰ | ۰ | ۰ | ۰ | ۱  | ۱  | ۲  | ۵  | ۸  | ۹  | ۹  | ۱۲  | ۱۲ | ۱۵ | ۱۵  | ۱۶  | ۱۶ | ۱۷ | ۱۸ | ۲۱ | ۲۱  | ۲۴ | ۲۴ | ۲۵ | ۲۶ | ۲۷ | ۲۷ | ۳۰     | لغو شد | لغو شد | لغو شد | لغو شد | لغو شد | لغو شد | لغو شد | لغو شد | لغو شد | لغو شد |
| لیل          | ۳ | ۳ | ۶ | ۶ | ۹  | ۱۰ | ۱۳ | ۱۴ | ۱۵ | ۱۵ | ۱۸ | ۱۸  | ۱۹ | ۱۹ | ۲۲  | ۲۵  | ۲۸ | ۳۱ | ۳۱ | ۳۱ | ۳۱  | ۳۴ | ۳۷ | ۴۰ | ۴۰ | ۴۳ | ۴۶ | ۴۹     | لغو شد | لغو شد | لغو شد | لغو شد | لغو شد | لغو شد | لغو شد | لغو شد | لغو شد | لغو شد |
| المپیک لیون  | ۳ | ۶ | ۶ | ۷ | ۸  | ۸  | ۹  | ۹  | ۹  | ۱۰ | ۱۳ | ۱۶  | ۱۶ | ۱۹ | ۲۲  | ۲۲  | ۲۵ | ۲۵ | ۲۶ | ۲۹ | ۳۲  | ۳۲ | ۳۳ | ۳۳ | ۳۴ | ۳۷ | ۴۰ | ۴۰     | لغو شد | لغو شد | لغو شد | لغو شد | لغو شد | لغو شد | لغو شد | لغو شد | لغو شد | لغو شد |
| المپیک مارسی | ۰ | ۱ | ۴ | ۷ | ۱۰ | ۱۱ | ۱۲ | ۱۳ | ۱۳ | ۱۶ | ۱۶ | ۱۹  | ۲۲ | ۲۵ | ۲۸  | ۳۱  | ۳۴ | ۳۵ | ۳۸ | ۴۱ | ۴۲  | ۴۳ | ۴۶ | ۴۹ | ۵۲ | ۵۲ | ۵۵ | ۵۶     | لغو شد | لغو شد | لغو شد | لغو شد | لغو شد | لغو شد | لغو شد | لغو شد | لغو شد | لغو شد |
| متس          | ۱ | ۴ | ۴ | ۴ | ۴  | ۴  | ۷  | ۸  | ۸  | ۱۱ | ۱۱ | ۱۲  | ۱۳ | ۱۴ | ۱۵  | ۱۵  | ۱۵ | ۱۶ | ۱۷ | ۲۰ | ۲۳  | ۲۶ | ۲۷ | ۲۷ | ۲۸ | ۲۸ | ۳۱ | ۳۴     | لغو شد | لغو شد | لغو شد | لغو شد | لغو شد | لغو شد | لغو شد | لغو شد | لغو شد | لغو شد |
| موناکو       | ۰ | ۰ | ۱ | ۲ | ۲  | ۳  | ۶  | ۹  | ۹  | ۱۲ | ۱۵ | ۱۵  | ۱۸ | ۱۸ | ۱۸  | ۲۱  | ۲۴ | ۲۵ | ۲۸ | ۲۹ | ۲۹  | ۲۹ | ۳۲ | ۳۵ | ۳۸ | ۳۹ | ۴۰ | ۴۰     | لغو شد | لغو شد | لغو شد | لغو شد | لغو شد | لغو شد | لغو شد | لغو شد | لغو شد | لغو شد |
| مون‌پلیه      | ۰ | ۱ | ۴ | ۴ | ۷  | ۸  | ۱۱ | ۱۱ | ۱۴ | ۱۴ | ۱۵ | ۱۶  | ۱۹ | ۲۰ | ۲۳  | ۲۴  | ۲۴ | ۲۴ | ۲۷ | ۳۰ | ۳۳  | ۳۳ | ۳۴ | ۳۷ | ۳۷ | ۳۷ | ۴۰ | ۴۰     | لغو شد | لغو شد | لغو شد | لغو شد | لغو شد | لغو شد | لغو شد | لغو شد | لغو شد | لغو شد |
| نانت         | ۰ | ۱ | ۴ | ۷ | ۱۰ | ۱۰ | ۱۳ | ۱۶ | ۱۹ | ۱۹ | ۱۹ | ۱۹  | ۱۹ | ۲۰ | ۲۳  | ۲۳  | ۲۶ | ۲۹ | ۲۹ | ۳۲ | ۳۲  | ۳۲ | ۳۲ | ۳۳ | ۳۴ | ۳۷ | ۳۷ | ۳۷     | لغو شد | لغو شد | لغو شد | لغو شد | لغو شد | لغو شد | لغو شد | لغو شد | لغو شد | لغو شد |
| نیم          | ۰ | ۰ | ۱ | ۴ | ۵  | ۸  | ۸  | ۸  | ۹  | ۱۰ | ۱۱ | ۱۱  | ۱۱ | ۱۱ | ۱۲  | ۱۲  | ۱۲ | ۱۲ | ۱۲ | ۱۵ | ۱۵  | ۱۸ | ۲۱ | ۲۴ | ۲۷ | ۲۷ | ۲۷ | ۲۷     | لغو شد | لغو شد | لغو شد | لغو شد | لغو شد | لغو شد | لغو شد | لغو شد | لغو شد | لغو شد |
| نیس          | ۳ | ۶ | ۶ | ۹ | ۹  | ۱۲ | ۱۲ | ۱۳ | ۱۳ | ۱۳ | ۱۳ | ۱۶  | ۱۷ | ۱۷ | ۲۰  | ۲۰  | ۲۳ | ۲۴ | ۲۷ | ۲۸ | ۲۹  | ۳۲ | ۳۳ | ۳۳ | ۳۶ | ۳۷ | ۳۸ | ۴۱     | لغو شد | لغو شد | لغو شد | لغو شد | لغو شد | لغو شد | لغو شد | لغو شد | لغو شد | لغو شد |
| پاری سن-ژرمن | ۳ | ۳ | ۶ | ۹ | ۱۲ | ۱۵ | ۱۵ | ۱۸ | ۲۱ | ۲۴ | ۲۷ | ۲۷  | ۳۰ | ۳۳ | ۳۳* | ۳۶  | ۳۹ | ۴۲ | ۴۵ | ۴۶ | ۵۲* | ۵۵ | ۵۸ | ۶۱ | ۶۲ | ۶۵ | ۶۸ | لغو شد | لغو شد | لغو شد | لغو شد | لغو شد | لغو شد | لغو شد | لغو شد | لغو شد | لغو شد | لغو شد |
| رن           | ۳ | ۶ | ۹ | ۹ | ۱۰ | ۱۱ | ۱۱ | ۱۲ | ۱۲ | ۱۲ | ۱۵ | ۱۵* | ۱۸ | ۱۸ | ۲۱  | ۲۴  | ۲۷ | ۳۰ | ۳۳ | ۳۳ | ۳۷* | ۴۰ | ۴۰ | ۴۱ | ۴۱ | ۴۴ | ۴۷ | ۵۰     | لغو شد | لغو شد | لغو شد | لغو شد | لغو شد | لغو شد | لغو شد | لغو شد | لغو شد | لغو شد |
| سن-اتین      | ۳ | ۴ | ۴ | ۴ | ۵  | ۵  | ۵  | ۸  | ۱۱ | ۱۴ | ۱۵ | ۱۸  | ۲۱ | ۲۲ | ۲۲  | ۲۵  | ۲۵ | ۲۵ | ۲۵ | ۲۵ | ۲۸  | ۲۸ | ۲۸ | ۲۸ | ۲۸ | ۲۹ | ۲۹ | ۳۰     | لغو شد | لغو شد | لغو شد | لغو شد | لغو شد | لغو شد | لغو شد | لغو شد | لغو شد | لغو شد |
| رنس          | ۳ | ۴ | ۴ | ۷ | ۷  | ۸  | ۱۱ | ۱۱ | ۱۴ | ۱۷ | ۱۸ | ۱۸  | ۱۹ | ۲۰ | ۲۱  | ۲۱* | ۲۴ | ۲۷ | ۲۸ | ۲۸ | ۲۹* | ۳۲ | ۳۳ | ۳۳ | ۳۶ | ۳۷ | ۳۸ | ۴۱     | لغو شد | لغو شد | لغو شد | لغو شد | لغو شد | لغو شد | لغو شد | لغو شد | لغو شد | لغو شد |
| استراسبورگ   | ۱ | ۲ | ۲ | ۳ | ۳  | ۶  | ۶  | ۹  | ۹  | ۹  | ۱۲ | ۱۲  | ۱۵ | ۱۸ | ۱۸  | ۱۸  | ۲۱ | ۲۴ | ۲۷ | ۲۷ | ۳۰  | ۳۰ | ۳۳ | ۳۶ | ۳۷ | ۳۸ | ۳۸ | لغو شد | لغو شد | لغو شد | لغو شد | لغو شد | لغو شد | لغو شد | لغو شد | لغو شد | لغو شد | لغو شد |
| تولوز        | ۱ | ۴ | ۴ | ۷ | ۸  | ۸  | ۸  | ۹  | ۹  | ۱۲ | ۱۲ | ۱۲  | ۱۲ | ۱۲ | ۱۲  | ۱۲  | ۱۲ | ۱۲ | ۱۲ | ۱۲ | ۱۲  | ۱۳ | ۱۳ | ۱۳ | ۱۳ | ۱۳ | ۱۳ | ۱۳     | لغو شد | لغو شد | لغو شد | لغو شد | لغو شد | لغو شد | لغو شد | لغو شد | لغو شد | لغو شد |

### جدول نتایج
تیم میزبان در ستون سمت راست و تیم مهمان در ردیف بالا نماش داده شده‌است.
| تیم          |     |     |     |     |     |     |     |     |     |     |     |     |     |     |     |     |     |     |     |     |
| ------------ | --- | --- | --- | --- | --- | --- | --- | --- | --- | --- | --- | --- | --- | --- | --- | --- | --- | --- | --- | --- |
| آمیان        |     | *   | ۱–۳ | ۱–۰ | ۱–۱ | ۱–۰ | ۲–۲ | ۳–۱ | ۰–۱ | ۱–۲ | ۱–۲ | ۱–۲ | *   | *   | ۴–۴ | *   | *   | ۱–۱ | ۰–۴ | ۰–۰ |
| آنژه         | ۱–۱ |     | ۳–۱ | *   | ۲–۰ | ۰–۲ | *   | ۰–۲ | ۳–۰ | ۰–۰ | ۱–۰ | ۲–۰ | ۱–۰ | ۱–۱ | *   | *   | ۴–۱ | ۱–۴ | ۱–۰ | *   |
| بوردو        | *   | *   |     | ۲–۲ | ۲–۲ | *   | ۱–۲ | ۰–۰ | ۲–۰ | ۲–۱ | ۱–۱ | ۲–۰ | ۶–۰ | ۱–۱ | ۰–۱ | *   | ۰–۱ | *   | ۰–۱ | *   |
| برستوا       | ۲–۱ | ۰–۱ | ۱–۱ |     | ۲–۰ | *   | ۲–۲ | *   | ۲–۰ | *   | *   | ۱–۱ | *   | ۰–۰ | ۱–۲ | ۰–۰ | ۳–۲ | ۱–۰ | ۵–۰ | ۱–۱ |
| دیژون        | *   | *   | ۰–۲ | ۳–۰ |     | ۱–۰ | *   | ۰–۰ | ۲–۲ | ۱–۱ | ۲–۲ | ۳–۳ | ۰–۰ | *   | ۲–۱ | ۲–۱ | ۱–۲ | *   | ۱–۰ | ۲–۱ |
| لیل          | *   | ۲–۱ | ۳–۰ | ۱–۰ | ۱–۰ |     | ۱–۰ | ۱–۲ | ۰–۰ | *   | ۲–۱ | ۲–۱ | ۲–۲ | *   | ۰–۲ | ۱–۰ | ۳–۰ | *   | ۲–۰ | ۳–۰ |
| المپیک لیون  | ۰–۰ | ۶–۰ | ۱–۱ | *   | ۰–۰ | ۰–۱ |     | *   | ۲–۰ | *   | *   | ۰–۱ | *   | ۲–۱ | ۰–۱ | ۰–۱ | ۲–۰ | *   | ۱–۱ | ۳–۰ |
| المپیک مارسی | ۲–۲ | ۰–۰ | ۳–۱ | ۲–۱ | *   | ۲–۱ | ۲–۱ |     | *   | *   | ۱–۱ | ۱–۳ | ۳–۱ | *   | ۱–۱ | *   | ۱–۰ | ۰–۲ | ۲–۰ | ۱–۰ |
| متس          | ۱–۲ | *   | ۱–۲ | *   | *   | *   | ۰–۲ | ۱–۱ |     | ۳–۰ | ۲–۲ | *   | ۲–۱ | *   | ۰–۲ | ۰–۱ | ۳–۱ | ۱–۱ | ۱–۰ | ۲–۲ |
| موناکو       | ۳–۰ | ۱–۰ | *   | ۴–۱ | ۱–۰ | ۵–۱ | ۰–۳ | ۳–۴ | *   |     | ۱–۰ | *   | ۲–۲ | ۳–۱ | ۱–۴ | ۳–۲ | *   | ۱–۱ | ۱–۳ | *   |
| مون پلیه     | ۴–۲ | ۰–۰ | *   | ۴–۰ | ۲–۱ | *   | ۱–۰ | *   | ۱–۱ | ۳–۱ |     | *   | ۱–۰ | ۲–۱ | ۱–۳ | ۰–۱ | ۱–۰ | *   | ۳–۰ | ۳–۰ |
| نانت         | *   | ۱–۲ | ۰–۱ | *   | ۱–۰ | ۰–۱ | *   | ۰–۰ | ۰–۰ | ۰–۱ | ۱–۰ |     | *   | ۱–۰ | ۱–۲ | ۱–۰ | ۲–۳ | ۱–۰ | *   | ۲–۱ |
| نیم          | *   | ۱–۰ | *   | ۳–۰ | ۲–۰ | *   | ۰–۴ | ۲–۳ | ۱–۱ | ۳–۱ | *   | ۰–۱ |     | ۱–۲ | *   | ۰–۱ | ۰–۱ | ۲–۰ | *   | ۱–۰ |
| نیس          | ۲–۱ | ۳–۱ | ۱–۱ | ۲–۲ | ۲–۱ | ۱–۱ | ۲–۱ | ۱–۲ | ۴–۱ | ۲–۱ | *   | *   | ۱–۳ |     | ۱–۴ | ۱–۱ | *   | ۲–۰ | *   | ۳–۰ |
| پاریس        | ۴–۱ | ۴–۰ | ۴–۳ | *   | ۴–۰ | ۲–۰ | ۴–۲ | ۴–۰ | *   | ۳–۳ | ۵–۰ | ۲–۰ | ۳–۰ | *   |     | *   | *   | ۰–۲ | ۱–۰ | ۴–۰ |
| رن           | ۳–۱ | ۲–۱ | ۱–۰ | ۰–۰ | *   | ۱–۱ | *   | ۰–۱ | *   | *   | ۵–۰ | ۳–۲ | ۲–۱ | ۱–۲ | ۲–۱ |     | ۲–۱ | ۰–۱ | *   | ۳–۲ |
| سن–اتین      | ۲–۲ | *   | ۱–۱ | ۱–۱ | *   | *   | ۱–۰ | ۰–۲ | ۰–۱ | ۱–۰ | ۰–۰ | ۰–۲ | ۲–۱ | ۴–۱ | ۰–۴ | *   |     | ۱–۱ | *   | ۲–۲ |
| رنس          | *   | ۰–۰ | ۱–۱ | ۱–۰ | ۱–۲ | ۲–۰ | ۱–۱ | *   | ۰–۱ | ۰–۰ | *   | *   | ۰–۰ | ۱–۱ | *   | ۱–۰ | ۳–۱ |     | ۰–۰ | *   |
| استراسبورگ   | ۰–۰ | *   | *   | *   | *   | ۱–۲ | ۱–۲ | *   | ۱–۱ | ۲–۲ | ۱–۰ | ۲–۱ | ۴–۱ | ۱–۰ | *   | ۰–۲ | ۲–۱ | ۳–۰ |     | ۴–۲ |
| تولوز        | ۲–۰ | ۰–۲ | ۱–۳ | ۲–۵ | ۱–۰ | *   | ۲–۳ | ۰–۲ | *   | ۱–۲ | *   | *   | *   | ۰–۲ | *   | ۰–۲ | *   | ۰–۱ | ۰–۱ |     |

### تقویم لیگ
نتایج هفتگی لیگ ۱ ۲۰–۲۰۱۹.

#### نیم‌فصل اول
| موناکو       | 0 - 3 | المپیک لیون | ورزشگاه لویی دوم          | ۹ اوت  | ۲۰:۴۵ |
| المپیک مارسی | 0 - 2 | استاد رنس   | ورزشگاه ولودروم           | ۱۰ اوت | ۱۷:۳۰ |
| دیژون        | 1 - 2 | سن-اتین     | ورزشگاه گستون ژرار        | ۱۰ اوت | ۲۰:۰۰ |
| نیس          | 2 - 1 | آمیان       | ورزشگاه آلیانز ریویرا     | ۱۰ اوت | ۲۰:۰۰ |
| مون‌پلیه      | 0 - 1 | رن          | ورزشگاه استاد دو لا موسون | ۱۰ اوت | ۲۰:۰۰ |
| آنژه         | 3 - 1 | بوردو       | ورزشگاه ریموند کوپا       | ۱۰ اوت | ۲۰:۰۰ |
| برستوا       | 1 - 1 | تولوز       | ورزشگاه فرانسیس لا بلی    | ۱۰ اوت | ۲۰:۰۰ |
| لیل          | 2 - 1 | نانت        | ورزشگاه پیر مائوروی       | ۱۱ اوت | ۱۵:۰۰ |
| استراسبورگ   | 1 - 1 | متس         | ورزشگاه ده لا مینو        | ۱۱ اوت | ۱۷:۰۰ |
| پاری سن-ژرمن | 3 - 0 | نیم المپیک  | ورزشگاه پارک دِ پرنس       | ۱۱ اوت | ۲۱:۰۰ |

| المپیک لیون | 6 - 0 | آنژه         | ورزشگاه پارک المپیک لیون   | ۱۶ اوت | ۲۰:۴۵ |
| نانت        | 0 - 0 | المپیک مارسی | ورزشگاه استاد دو لا بوژوار | ۱۷ اوت | ۱۷:۳۰ |
| متس         | 3 - 0 | موناکو       | ورزشگاه استاد سن سیمفورین  | ۱۷ اوت | ۲۰:۰۰ |
| تولوز       | 1 - 0 | دیژون        | ورزشگاه تولوز              | ۱۷ اوت | ۲۰:۰۰ |
| نیم المپیک  | 1 - 2 | نیس          | ورزشگاه کوستیر             | ۱۷ اوت | ۲۰:۰۰ |
| آمیان       | 1 - 0 | لیل          | ورزشگاه لیکورن             | ۱۷ اوت | ۲۰:۰۰ |
| بوردو       | 1 - 1 | مون‌پلیه      | ورزشگاه نیو بوردو          | ۱۷ اوت | ۲۰:۰۰ |
| سن-اتین     | 1 - 1 | برستوا       | ورزشگاه ژوفروا-گیشار       | ۱۸ اوت | ۱۵:۰۰ |
| استاد رنس   | 0 - 0 | استراسبورگ   | ورزشگاه آگوست دلون         | ۱۸ اوت | ۱۷:۰۰ |
| رن          | 2 - 1 | پاری سن-ژرمن | ورزشگاه روازون پارک        | ۱۸ اوت | ۲۱:۰۰ |

| آمیان        | 1 - 2 | نانت         | ورزشگاه لیکورن            | ۲۴ اوت | ۲۰:۰۰ |
| دیژون        | 0 - 2 | بوردو        | ورزشگاه گستون ژرار        | ۲۴ اوت | ۲۰:۰۰ |
| آنژه         | 3 - 0 | متس          | ورزشگاه ریموند کوپا       | ۲۴ اوت | ۲۰:۰۰ |
| برستوا       | 1 - 0 | استاد رنس    | ورزشگاه فرانسیس لا بلی    | ۲۴ اوت | ۲۰:۰۰ |
| موناکو       | 2 - 2 | نیم المپیک   | ورزشگاه لویی دوم          | ۲۵ اوت | ۱۵:۰۰ |
| استراسبورگ   | 0 - 2 | رن           | ورزشگاه ده لا مینو        | ۲۵ اوت | ۱۷:۰۰ |
| پاری سن-ژرمن | 4 - 0 | تولوز        | ورزشگاه پارک دِ پرنس       | ۲۵ اوت | ۲۱:۰۰ |
| مون‌پلیه      | 1 - 0 | المپیک لیون  | ورزشگاه استاد دو لا موسون | ۲۷ اوت | ۱۹:۰۰ |
| لیل          | 3 - 0 | سن-اتین      | ورزشگاه پیر مائوروی       | ۲۸ اوت | ۱۹:۰۰ |
| نیس          | 1 - 2 | المپیک مارسی | ورزشگاه آلیانز ریویرا     | ۲۸ اوت | ۲۱:۰۰ |

| متس          | 0 - 2 | پاری سن-ژرمن | ورزشگاه استاد سن سیمفورین  | ۳۰ اوت    | ۲۰:۴۵ |
| المپیک لیون  | 1 - 1 | بوردو        | ورزشگاه پارک المپیک لیون   | ۳۱ اوت    | ۱۷:۳۰ |
| آنژه         | 2 - 0 | دیژون        | ورزشگاه ریموند کوپا        | ۳۱ اوت    | ۲۰:۰۰ |
| تولوز        | 2 - 0 | آمیان        | ورزشگاه تولوز              | ۳۱ اوت    | ۲۰:۰۰ |
| نانت         | 1 - 0 | مون‌پلیه      | ورزشگاه استاد دو لا بوژوار | ۳۱ اوت    | ۲۰:۰۰ |
| نیم المپیک   | 3 - 0 | برستوا       | ورزشگاه کوستیر             | ۳۱ اوت    | ۲۰:۰۰ |
| استاد رنس    | 2 - 0 | لیل          | ورزشگاه آگوست دلون         | ۱ سپتامبر | ۱۵:۰۰ |
| رن           | 1 - 2 | نیس          | ورزشگاه روازون پارک        | ۱ سپتامبر | ۱۵:۰۰ |
| استراسبورگ   | 2 - 2 | موناکو       | ورزشگاه ده لا مینو         | ۱ سپتامبر | ۱۷:۰۰ |
| المپیک مارسی | 1 - 0 | سن-اتین      | ورزشگاه ولودروم            | ۱ سپتامبر | ۲۱:۰۰ |

| لیل          | 2 - 1 | آنژه         | ورزشگاه پیر مائوروی        | ۱۳ سپتامبر | ۱۹:۰۰ |
| آمیان        | 2 - 2 | المپیک لیون  | ورزشگاه لیکورن             | ۱۳ سپتامبر | ۲۰:۴۵ |
| پاری سن-ژرمن | 1 - 0 | استراسبورگ   | ورزشگاه پارک دِ پرنس        | ۱۴ سپتامبر | ۱۷:۳۰ |
| مون‌پلیه      | 2 - 1 | نیس          | ورزشگاه استاد دو لا موسون  | ۱۴ سپتامبر | ۲۰:۰۰ |
| دیژون        | 0 - 0 | نیم المپیک   | ورزشگاه گستون ژرار         | ۱۴ سپتامبر | ۲۰:۰۰ |
| بوردو        | 2 - 0 | متس          | ورزشگاه نیو بوردو          | ۱۴ سپتامبر | ۲۰:۰۰ |
| برستوا       | 0 - 0 | رن           | ورزشگاه فرانسیس لا بلی     | ۱۴ سپتامبر | ۲۰:۰۰ |
| نانت         | 1 - 0 | استاد رنس    | ورزشگاه استاد دو لا بوژوار | ۱۵ سپتامبر | ۱۵:۰۰ |
| سن-اتین      | 2 - 2 | تولوز        | ورزشگاه ژوفروا-گیشار       | ۱۵ سپتامبر | ۱۷:۰۰ |
| موناکو       | 3 - 4 | المپیک مارسی | ورزشگاه لویی دوم           | ۱۵ سپتامبر | ۲۱:۰۰ |

| استراسبورگ   | 2 - 1 | نانت         | ورزشگاه ده لا مینو        | ۲۰ سپتامبر | ۲۰:۴۵ |
| المپیک مارسی | 1 - 1 | مون‌پلیه      | ورزشگاه ولودروم           | ۲۱ سپتامبر | ۱۷:۳۰ |
| بوردو        | 2 - 2 | برستوا       | ورزشگاه نیو بوردو         | ۲۱ سپتامبر | ۲۰:۰۰ |
| متس          | 1 - 2 | آمیان        | ورزشگاه استاد سن سیمفورین | ۲۱ سپتامبر | ۲۰:۰۰ |
| نیس          | 2 - 1 | دیژون        | ورزشگاه آلیانز ریویرا     | ۲۱ سپتامبر | ۲۰:۰۰ |
| نیم المپیک   | 1 - 0 | تولوز        | ورزشگاه کوستیر            | ۲۱ سپتامبر | ۲۰:۰۰ |
| استاد رنس    | 0 - 0 | موناکو       | ورزشگاه آگوست دلون        | ۲۱ سپتامبر | ۲۰:۰۰ |
| رن           | 1 - 1 | لیل          | ورزشگاه روازون پارک       | ۲۲ سپتامبر | ۱۵:۰۰ |
| آنژه         | 4 - 1 | سن-اتین      | ورزشگاه ریموند کوپا       | ۲۲ سپتامبر | ۱۷:۰۰ |
| المپیک لیون  | 0 - 1 | پاری سن-ژرمن | ورزشگاه پارک المپیک لیون  | ۲۲ سپتامبر | ۲۱:۰۰ |

| دیژون        | 0 - 0 | المپیک مارسی | ورزشگاه گستون ژرار         | ۲۴ سپتامبر | ۱۹:۰۰ |
| موناکو       | 3 - 1 | نیس          | ورزشگاه لویی دوم           | ۲۴ سپتامبر | ۲۱:۰۰ |
| برستوا       | 2 - 2 | المپیک لیون  | ورزشگاه فرانسیس لا بلی     | ۲۵ سپتامبر | ۱۹:۰۰ |
| نانت         | 1 - 0 | رن           | ورزشگاه استاد دو لا بوژوار | ۲۵ سپتامبر | ۱۹:۰۰ |
| سن-اتین      | 0 - 1 | متس          | ورزشگاه ژوفروا-گیشار       | ۲۵ سپتامبر | ۱۹:۰۰ |
| مون‌پلیه      | 1 - 0 | نیم المپیک   | ورزشگاه استاد دو لا موسون  | ۲۵ سپتامبر | ۱۹:۰۰ |
| تولوز        | 0 - 2 | آنژه         | ورزشگاه تولوز              | ۲۵ سپتامبر | ۱۹:۰۰ |
| لیل          | 2 - 0 | استراسبورگ   | ورزشگاه پیر مائوروی        | ۲۵ سپتامبر | ۱۹:۰۰ |
| آمیان        | 1 - 3 | بوردو        | ورزشگاه لیکورن             | ۲۵ سپتامبر | ۱۹:۰۰ |
| پاری سن-ژرمن | 0 - 2 | استاد رنس    | ورزشگاه پارک دِ پرنس        | ۲۵ سپتامبر | ۲۱:۰۰ |

| المپیک لیون  | 0 - 1 | نانت         | ورزشگاه پارک المپیک لیون  | ۲۸ سپتامبر | ۱۳:۳۰ |
| بوردو        | 0 - 1 | پاری سن-ژرمن | ورزشگاه نیو بوردو         | ۲۸ سپتامبر | ۱۷:۳۰ |
| آنژه         | 1 - 1 | آمیان        | ورزشگاه ریموند کوپا       | ۲۸ سپتامبر | ۲۰:۰۰ |
| متس          | 2 - 2 | تولوز        | ورزشگاه استاد سن سیمفورین | ۲۸ سپتامبر | ۲۰:۰۰ |
| موناکو       | 4 - 1 | برستوا       | ورزشگاه لویی دوم          | ۲۸ سپتامبر | ۲۰:۰۰ |
| نیس          | 1 - 1 | لیل          | ورزشگاه آلیانز ریویرا     | ۲۸ سپتامبر | ۲۰:۰۰ |
| استاد رنس    | 1 - 2 | دیژون        | ورزشگاه آگوست دلون        | ۲۸ سپتامبر | ۲۰:۰۰ |
| استراسبورگ   | 1 - 0 | مون‌پلیه      | ورزشگاه ده لا مینو        | ۲۹ سپتامبر | ۱۵:۰۰ |
| نیم المپیک   | 0 - 1 | سن-اتین      | ورزشگاه کوستیر            | ۲۹ سپتامبر | ۱۷:۰۰ |
| المپیک مارسی | 1 - 1 | رن           | ورزشگاه ولودروم           | ۲۹ سپتامبر | ۲۱:۰۰ |

| آمیان        | 3 - 1 | المپیک مارسی | ورزشگاه لیکورن             | ۴ اکتبر | ۲۰:۴۵ |
| پاری سن-ژرمن | 4 - 0 | آنژه         | ورزشگاه پارک دِ پرنس        | ۵ اکتبر | ۱۷:۰۰ |
| برستوا       | 2 - 0 | متس          | ورزشگاه فرانسیس لا بلی     | ۵ اکتبر | ۲۰:۰۰ |
| دیژون        | 1 - 0 | استراسبورگ   | ورزشگاه گستون ژرار         | ۵ اکتبر | ۲۰:۰۰ |
| مون‌پلیه      | 3 - 1 | موناکو       | ورزشگاه استاد دو لا موسون  | ۵ اکتبر | ۲۰:۰۰ |
| نانت         | 1 - 0 | نیس          | ورزشگاه استاد دو لا بوژوار | ۵ اکتبر | ۲۰:۰۰ |
| تولوز        | 1 - 3 | بوردو        | ورزشگاه تولوز              | ۵ اکتبر | ۲۰:۰۰ |
| لیل          | 2 - 2 | نیم المپیک   | ورزشگاه پیر مائوروی        | ۶ اکتبر | ۱۵:۰۰ |
| رن           | 0 - 1 | استاد رنس    | ورزشگاه روازون پارک        | ۶ اکتبر | ۱۷:۰۰ |
| سن-اتین      | 1 - 0 | المپیک لیون  | ورزشگاه ژوفروا-گیشار       | ۶ اکتبر | ۲۱:۰۰ |

| نیس          | 1 - 4 | پاری سن-ژرمن | ورزشگاه آلیانز ریویرا     | ۱۸ اکتبر | ۲۰:۴۵ |
| المپیک لیون  | 0 - 0 | دیژون        | ورزشگاه پارک المپیک لیون  | ۱۹ اکتبر | ۱۷:۳۰ |
| آنژه         | 0 - 1 | برستوا       | ورزشگاه ریموند کوپا       | ۱۹ اکتبر | ۲۰:۰۰ |
| متس          | 1 - 0 | نانت         | ورزشگاه استاد سن سیمفورین | ۱۹ اکتبر | ۲۰:۰۰ |
| نیم المپیک   | 1 - 1 | آمیان        | ورزشگاه کوستیر            | ۱۹ اکتبر | ۲۰:۰۰ |
| استاد رنس    | 1 - 0 | مون‌پلیه      | ورزشگاه آگوست دلون        | ۱۹ اکتبر | ۲۰:۰۰ |
| تولوز        | 2 - 1 | لیل          | ورزشگاه تولوز             | ۱۹ اکتبر | ۲۰:۰۰ |
| بوردو        | 0 - 1 | سن-اتین      | ورزشگاه نیو بوردو         | ۲۰ اکتبر | ۱۵:۰۰ |
| موناکو       | 3 - 2 | رن           | ورزشگاه لویی دوم          | ۲۰ اکتبر | ۱۷:۰۰ |
| المپیک مارسی | 2 - 0 | استراسبورگ   | ورزشگاه ولودروم           | ۲۰ اکتبر | ۲۱:۰۰ |

| نانت         | 0 - 1 | موناکو       | ورزشگاه استاد دو لا بوژوار | ۲۵ اکتبر | ۲۰:۴۵ |
| لیل          | 3 - 0 | بوردو        | ورزشگاه پیر مائوروی        | ۲۶ اکتبر | ۱۷:۳۰ |
| برستوا       | 2 - 0 | دیژون        | ورزشگاه فرانسیس لا بلی     | ۲۶ اکتبر | ۲۰:۰۰ |
| المپیک لیون  | 2 - 0 | متس          | ورزشگاه پارک المپیک لیون   | ۲۶ اکتبر | ۲۰:۰۰ |
| مون‌پلیه      | 0 - 0 | آنژه         | ورزشگاه استاد دو لا موسون  | ۲۶ اکتبر | ۲۰:۰۰ |
| استاد رنس    | 0 - 0 | نیم المپیک   | ورزشگاه آگوست دلون         | ۲۶ اکتبر | ۲۰:۰۰ |
| استراسبورگ   | 1 - 0 | نیس          | ورزشگاه ده لا مینو         | ۲۶ اکتبر | ۲۰:۰۰ |
| رن           | 3 - 2 | تولوز        | ورزشگاه روازون پارک        | ۲۷ اکتبر | ۱۵:۰۰ |
| سن-اتین      | 2 - 2 | آمیان        | ورزشگاه ژوفروا-گیشار       | ۲۷ اکتبر | ۱۷:۰۰ |
| پاری سن-ژرمن | 4 - 0 | المپیک مارسی | ورزشگاه پارک دِ پرنس        | ۲۷ اکتبر | ۲۱:۰۰ |

| دیژون        | 2 - 1 | پاری سن-ژرمن | ورزشگاه گستون ژرار        | ۱ نوامبر  | ۲۰:۴۵ |
| المپیک مارسی | 2 - 1 | لیل          | ورزشگاه ولودروم           | ۲ نوامبر  | ۱۷:۳۰ |
| آمیان        | 1 - 0 | برستوا       | ورزشگاه لیکورن            | ۲ نوامبر  | ۲۰:۰۰ |
| آنژه         | 1 - 0 | استراسبورگ   | ورزشگاه ریموند کوپا       | ۲ نوامبر  | ۲۰:۰۰ |
| متس          | 2 - 2 | مون‌پلیه      | ورزشگاه استاد سن سیمفورین | ۲ نوامبر  | ۲۰:۰۰ |
| تولوز        | 2 - 3 | المپیک لیون  | ورزشگاه تولوز             | ۲ نوامبر  | ۲۰:۰۰ |
| بوردو        | 2 - 0 | نانت         | ورزشگاه نیو بوردو         | ۳ نوامبر  | ۱۵:۰۰ |
| نیس          | 2 - 0 | استاد رنس    | ورزشگاه آلیانز ریویرا     | ۳ نوامبر  | ۱۷:۰۰ |
| سن-اتین      | 1 - 0 | موناکو       | ورزشگاه ژوفروا-گیشار      | ۳ نوامبر  | ۲۱:۰۰ |
| نیم المپیک   | 0 - 1 | رن           | ورزشگاه کوستیر            | ۱۵ ژانویه | ۱۹:۰۰ |

| نیس          | 1 - 1 | بوردو        | ورزشگاه آلیانز ریویرا      | ۸ نوامبر  | ۲۰:۴۵ |
| برستوا       | 1 - 2 | پاری سن-ژرمن | ورزشگاه فرانسیس لا بلی     | ۹ نوامبر  | ۱۷:۳۰ |
| لیل          | 0 - 0 | متس          | ورزشگاه پیر مائوروی        | ۹ نوامبر  | ۲۰:۰۰ |
| موناکو       | 1 - 0 | دیژون        | ورزشگاه لویی دوم           | ۹ نوامبر  | ۲۰:۰۰ |
| استاد رنس    | 0 - 0 | آنژه         | ورزشگاه آگوست دلون         | ۹ نوامبر  | ۲۰:۰۰ |
| استراسبورگ   | 4 - 1 | نیم المپیک   | ورزشگاه ده لا مینو         | ۹ نوامبر  | ۲۰:۰۰ |
| رن           | 3 - 1 | آمیان        | ورزشگاه روازون پارک        | ۱۰ نوامبر | ۱۵:۰۰ |
| مون‌پلیه      | 3 - 0 | تولوز        | ورزشگاه استاد دو لا موسون  | ۱۰ نوامبر | ۱۷:۰۰ |
| نانت         | 2 - 3 | سن-اتین      | ورزشگاه استاد دو لا بوژوار | ۱۰ نوامبر | ۱۷:۰۰ |
| المپیک مارسی | 2 - 1 | المپیک لیون  | ورزشگاه ولودروم            | ۱۰ نوامبر | ۲۱:۰۰ |

| پاری سن-ژرمن | 2 - 0 | لیل          | ورزشگاه پارک دِ پرنس       | ۲۲ نوامبر | ۲۰:۴۵ |
| المپیک لیون  | 2 - 1 | نیس          | ورزشگاه پارک المپیک لیون  | ۲۳ نوامبر | ۱۷:۳۰ |
| آمیان        | 0 - 4 | استراسبورگ   | ورزشگاه لیکورن            | ۲۳ نوامبر | ۲۰:۰۰ |
| آنژه         | 1 - 0 | نیم المپیک   | ورزشگاه ریموند کوپا       | ۲۳ نوامبر | ۲۰:۰۰ |
| برستوا       | 1 - 1 | نانت         | ورزشگاه فرانسیس لا بلی    | ۲۳ نوامبر | ۲۰:۰۰ |
| دیژون        | 2 - 1 | رن           | ورزشگاه گستون ژرار        | ۲۳ نوامبر | ۲۰:۰۰ |
| متس          | 1 - 1 | استاد رنس    | ورزشگاه استاد سن سیمفورین | ۲۳ نوامبر | ۲۰:۰۰ |
| بوردو        | 2 - 1 | موناکو       | ورزشگاه نیو بوردو         | ۲۴ نوامبر | ۱۵:۰۰ |
| سن-اتین      | 0 - 0 | مون‌پلیه      | ورزشگاه ژوفروا-گیشار      | ۲۴ نوامبر | ۱۷:۰۰ |
| تولوز        | 0 - 2 | المپیک مارسی | ورزشگاه تولوز             | ۲۴ نوامبر | ۲۱:۰۰ |

| المپیک مارسی | 2 - 1 | برستوا       | ورزشگاه ولودروم            | ۲۹ نوامبر | ۲۰:۴۵ |
| استراسبورگ   | 1 - 2 | المپیک لیون  | ورزشگاه ده لا مینو         | ۳۰ نوامبر | ۱۷:۳۰ |
| لیل          | 1 - 0 | دیژون        | ورزشگاه پیر مائوروی        | ۳۰ نوامبر | ۲۰:۰۰ |
| مون‌پلیه      | 4 - 2 | آمیان        | ورزشگاه استاد دو لا موسون  | ۳۰ نوامبر | ۲۰:۰۰ |
| نیس          | 3 - 1 | آنژه         | ورزشگاه آلیانز ریویرا      | ۳۰ نوامبر | ۲۰:۰۰ |
| نیم المپیک   | 1 - 1 | متس          | ورزشگاه کوستیر             | ۳۰ نوامبر | ۲۰:۰۰ |
| استاد رنس    | 1 - 1 | بوردو        | ورزشگاه آگوست دلون         | ۳۰ نوامبر | ۲۰:۰۰ |
| نانت         | 2 - 1 | تولوز        | ورزشگاه استاد دو لا بوژوار | ۱ دسامبر  | ۱۵:۰۰ |
| رن           | 2 - 1 | سن-اتین      | ورزشگاه روازون پارک        | ۱ دسامبر  | ۱۷:۰۰ |
| موناکو       | 1 - 4 | پاری سن-ژرمن | ورزشگاه لویی دوم           | ۱۵ ژانویه | ۲۱:۰۰ |

| آنژه         | 0 - 2 | المپیک مارسی | ورزشگاه ریموند کوپا       | ۳ دسامبر  | ۱۹:۰۰ |
| بوردو        | 6 - 0 | نیم المپیک   | ورزشگاه نیو بوردو         | ۳ دسامبر  | ۱۹:۰۰ |
| برستوا       | 5 - 0 | استراسبورگ   | ورزشگاه فرانسیس لا بلی    | ۳ دسامبر  | ۱۹:۰۰ |
| المپیک لیون  | 0 - 1 | لیل          | ورزشگاه پارک المپیک لیون  | ۳ دسامبر  | ۲۱:۰۵ |
| دیژون        | 2 - 2 | مون‌پلیه      | ورزشگاه گستون ژرار        | ۴ دسامبر  | ۱۹:۰۰ |
| متس          | 0 - 1 | رن           | ورزشگاه استاد سن سیمفورین | ۴ دسامبر  | ۱۹:۰۰ |
| سن-اتین      | 4 - 1 | نیس          | ورزشگاه ژوفروا-گیشار      | ۴ دسامبر  | ۱۹:۰۰ |
| تولوز        | 1 - 2 | موناکو       | ورزشگاه تولوز             | ۴ دسامبر  | ۱۹:۰۰ |
| پاری سن-ژرمن | 2 - 0 | نانت         | ورزشگاه پارک دِ پرنس       | ۴ دسامبر  | ۲۱:۰۵ |
| آمیان        | 1 - 1 | استاد رنس    | ورزشگاه لیکورن            | ۱۵ ژانویه | ۱۹:۰۰ |

| لیل          | 1 - 0 | برستوا       | ورزشگاه پیر مائوروی        | ۶ دسامبر | ۱۹:۰۰ |
| نیم المپیک   | 0 - 4 | المپیک لیون  | ورزشگاه کوستیر             | ۶ دسامبر | ۲۰:۴۵ |
| مون‌پلیه      | 1 - 3 | پاری سن-ژرمن | ورزشگاه استاد دو لا موسون  | ۷ دسامبر | ۱۷:۳۰ |
| موناکو       | 3 - 0 | آمیان        | ورزشگاه لویی دوم           | ۷ دسامبر | ۲۰:۰۰ |
| نیس          | 4 - 1 | متس          | ورزشگاه آلیانز ریویرا      | ۷ دسامبر | ۲۰:۰۰ |
| رن           | 2 - 1 | آنژه         | ورزشگاه روازون پارک        | ۷ دسامبر | ۲۰:۰۰ |
| استراسبورگ   | 4 - 2 | تولوز        | ورزشگاه ده لا مینو         | ۷ دسامبر | ۲۰:۰۰ |
| استاد رنس    | 3 - 1 | سن-اتین      | ورزشگاه آگوست دلون         | ۸ دسامبر | ۱۵:۰۰ |
| نانت         | 1 - 0 | دیژون        | ورزشگاه استاد دو لا بوژوار | ۸ دسامبر | ۱۷:۰۰ |
| المپیک مارسی | 3 - 1 | بوردو        | ورزشگاه ولودروم            | ۸ دسامبر | ۲۱:۰۰ |

| لیل         | 2 - 1 | مون‌پلیه      | ورزشگاه پیر مائوروی       | ۱۳ دسامبر | ۲۰:۴۵ |
| متس         | 1 - 1 | المپیک مارسی | ورزشگاه استاد سن سیمفورین | ۱۴ دسامبر | ۱۷:۳۰ |
| آمیان       | 1 - 1 | دیژون        | ورزشگاه لیکورن            | ۱۴ دسامبر | ۲۰:۰۰ |
| آنژه        | 0 - 0 | موناکو       | ورزشگاه ریموند کوپا       | ۱۴ دسامبر | ۲۰:۰۰ |
| برستوا      | 0 - 0 | نیس          | ورزشگاه فرانسیس لا بلی    | ۱۴ دسامبر | ۲۰:۰۰ |
| نیم المپیک  | 0 - 1 | نانت         | ورزشگاه کوستیر            | ۱۴ دسامبر | ۲۰:۰۰ |
| تولوز       | 0 - 1 | استاد رنس    | ورزشگاه تولوز             | ۱۴ دسامبر | ۲۰:۰۰ |
| بوردو       | 0 - 1 | استراسبورگ   | ورزشگاه نیو بوردو         | ۱۵ دسامبر | ۱۵:۰۰ |
| المپیک لیون | 0 - 1 | رن           | ورزشگاه پارک المپیک لیون  | ۱۵ دسامبر | ۱۷:۰۰ |
| سن-اتین     | 0 - 4 | پاری سن-ژرمن | ورزشگاه ژوفروا-گیشار      | ۱۵ دسامبر | ۲۱:۰۰ |

| دیژون        | 2 - 2 | متس         | ورزشگاه گستون ژرار         | ۲۱ دسامبر | ۲۰:۴۵ |
| المپیک مارسی | 3 - 1 | نیم المپیک  | ورزشگاه ولودروم            | ۲۱ دسامبر | ۲۰:۴۵ |
| موناکو       | 5 - 1 | لیل         | ورزشگاه لویی دوم           | ۲۱ دسامبر | ۲۰:۴۵ |
| مون‌پلیه      | 4 - 0 | برستوا      | ورزشگاه استاد دو لا موسون  | ۲۱ دسامبر | ۲۰:۴۵ |
| نانت         | 1 - 2 | آنژه        | ورزشگاه استاد دو لا بوژوار | ۲۱ دسامبر | ۲۰:۴۵ |
| نیس          | 3 - 0 | تولوز       | ورزشگاه آلیانز ریویرا      | ۲۱ دسامبر | ۲۰:۴۵ |
| پاری سن-ژرمن | 4 - 1 | آمیان       | ورزشگاه پارک دِ پرنس        | ۲۱ دسامبر | ۲۰:۴۵ |
| استاد رنس    | 1 - 1 | المپیک لیون | ورزشگاه آگوست دلون         | ۲۱ دسامبر | ۲۰:۴۵ |
| رن           | 1 - 0 | بوردو       | ورزشگاه روازون پارک        | ۲۱ دسامبر | ۲۰:۴۵ |
| استراسبورگ   | 2 - 1 | سن-اتین     | ورزشگاه ده لا مینو         | ۲۱ دسامبر | ۲۰:۴۵ |

#### نیم فصل دوم
| هفته ۲۰      | هفته ۲۰ | هفته ۲۰      | هفته ۲۰                   | هفته ۲۰   | هفته ۲۰ |
| میزبان       | نتیجه   | مهمان        | ورزشگاه                   | تاریخ     | ساعت    |
| ------------ | ------- | ------------ | ------------------------- | --------- | ------- |
| رن           | 0 - 1   | المپیک مارسی | ورزشگاه روازون پارک       | ۱۰ ژانویه | ۲۰:۴۵   |
| بوردو        | 1 - 2   | المپیک لیون  | ورزشگاه نیو بوردو         | ۱۱ ژانویه | ۱۷:۳۰   |
| آمیان        | 1 - 2   | مون‌پلیه      | ورزشگاه لیکورن            | ۱۱ ژانویه | ۲۰:۰۰   |
| آنژه         | 1 - 1   | نیس          | ورزشگاه ریموند کوپا       | ۱۱ ژانویه | ۲۰:۰۰   |
| متس          | 1 - 0   | استراسبورگ   | ورزشگاه استاد سن سیمفورین | ۱۱ ژانویه | ۲۰:۰۰   |
| نیم المپیک   | 2 - 0   | استاد رنس    | ورزشگاه کوستیر            | ۱۱ ژانویه | ۲۰:۰۰   |
| تولوز        | 2 - 5   | برستوا       | ورزشگاه تولوز             | ۱۱ ژانویه | ۲۰:۰۰   |
| سن-اتین      | 0 - 2   | نانت         | ورزشگاه ژوفروا-گیشار      | ۱۲ ژانویه | ۱۵:۰۰   |
| دیژون        | 1 - 0   | لیل          | ورزشگاه گستون ژرار        | ۱۲ ژانویه | ۱۷:۰۰   |
| پاری سن-ژرمن | 3 - 3   | موناکو       | ورزشگاه پارک دِ پرنس       | ۱۲ ژانویه | ۲۱:۰۰   |

| هفته ۲۱      | هفته ۲۱ | هفته ۲۱      | هفته ۲۱                    | هفته ۲۱   | هفته ۲۱ |
| میزبان       | نتیجه   | مهمان        | ورزشگاه                    | تاریخ     | ساعت    |
| ------------ | ------- | ------------ | -------------------------- | --------- | ------- |
| نیس          | 1 - 1   | رن           | ورزشگاه آلیانز ریویرا      | ۲۴ ژانویه | ۲۰:۴۵   |
| المپیک مارسی | 0 - 0   | آنژه         | ورزشگاه ولودروم            | ۲۵ ژانویه | ۱۷:۳۰   |
| برستوا       | 2 - 1   | آمیان        | ورزشگاه فرانسیس لا بلی     | ۲۵ ژانویه | ۲۰:۰۰   |
| موناکو       | 1 - 3   | استراسبورگ   | ورزشگاه لویی دوم           | ۲۵ ژانویه | ۲۰:۰۰   |
| مون‌پلیه      | 2 - 1   | دیژون        | ورزشگاه استاد دو لا موسون  | ۲۵ ژانویه | ۲۰:۰۰   |
| استاد رنس    | 0 - 1   | متس          | ورزشگاه آگوست دلون         | ۲۵ ژانویه | ۲۰:۰۰   |
| سن-اتین      | 2 - 1   | نیم المپیک   | ورزشگاه ژوفروا-گیشار       | ۲۵ ژانویه | ۲۰:۰۰   |
| المپیک لیون  | ۳ - ۰   | تولوز        | ورزشگاه پارک المپیک لیون   | ۲۶ ژانویه | ۱۵:۰۰   |
| نانت         | ۰ – ۱   | بوردو        | ورزشگاه استاد دو لا بوژوار | ۲۶ ژانویه | ۱۷:۰۰   |
| لیل          | ۰ - ۲   | پاری سن-ژرمن | ورزشگاه پیر مائوروی        | ۲۶ ژانویه | ۲۱:۰۰   |

| هفته ۲۲      | هفته ۲۲                                                 | هفته ۲۲      | هفته ۲۲                   | هفته ۲۲   | هفته ۲۲ |
| میزبان       | نتیجه                                                   | مهمان        | ورزشگاه                   | تاریخ     | ساعت    |
| ------------ | ------------------------------------------------------- | ------------ | ------------------------- | --------- | ------- |
| رن           | ۳ - ۲ بایگانی‌شده در ۱۳ ژانویه ۲۰۲۲ توسط Wayback Machine | نانت         | ورزشگاه روازون پارک       | ۳۱ ژانویه | ۲۰:۴۵   |
| پاری سن-ژرمن | ۵ - ۰                                                   | مون‌پلیه      | ورزشگاه پارک دِ پرنس       | ۱ فوریه   | ۱۷:۳۵   |
| آمیان        | ۰ - ۰ بایگانی‌شده در ۱۳ ژوئیه ۲۰۲۰ توسط Wayback Machine  | تولوز        | ورزشگاه لیکورن            | ۱ فوریه   | ۲۰:۰۰   |
| آنژه         | ۱ - ۴ بایگانی‌شده در ۶ ژوئیه ۲۰۲۰ توسط Wayback Machine   | استاد رنس    | ورزشگاه ریموند کوپا       | ۱ فوریه   | ۲۰:۰۰   |
| دیژون        | ۳ - ۰                                                   | برستوا       | ورزشگاه گستون ژرار        | ۱ فوریه   | ۲۰:۰۰   |
| نیم المپیک   | ۳ - ۱                                                   | موناکو       | ورزشگاه کوستیر            | ۱ فوریه   | ۲۰:۰۰   |
| استراسبورگ   | ۱ - ۲                                                   | لیل          | ورزشگاه ده لا مینو        | ۱ فوریه   | ۲۰:۰۰   |
| نیس          | ۲ - ۱                                                   | المپیک لیون  | ورزشگاه آلیانز ریویرا     | ۲ فوریه   | ۱۵:۰۰   |
| متس          | ۳ - ۱                                                   | سن-اتین      | ورزشگاه استاد سن سیمفورین | ۲ فوریه   | ۱۷:۰۰   |
| بوردو        | ۰ - ۰                                                   | المپیک مارسی | ورزشگاه نیو بوردو         | ۲ فوریه   | ۲۱:۰۰   |

| هفته ۲۳     | هفته ۲۳                                                | هفته ۲۳      | هفته ۲۳                    | هفته ۲۳ | هفته ۲۳ |
| میزبان      | نتیجه                                                  | مهمان        | ورزشگاه                    | تاریخ   | ساعت    |
| ----------- | ------------------------------------------------------ | ------------ | -------------------------- | ------- | ------- |
| لیل         | ۱ - ۰                                                  | رن           | ورزشگاه پیر مائوروی        | ۴ فوریه | ۱۹:۰۰   |
| موناکو      | ۱ - ۰                                                  | آنژه         | ورزشگاه لویی دوم           | ۴ فوریه | ۱۹:۰۰   |
| نانت        | ۱ - ۲                                                  | پاری سن-ژرمن | ورزشگاه استاد دو لا بوژوار | ۴ فوریه | ۲۱:۰۵   |
| برستوا      | ۱ - ۱                                                  | بوردو        | ورزشگاه فرانسیس لا بلی     | ۵ فوریه | ۱۹:۰۰   |
| المپیک لیون | ۰ - ۰ بایگانی‌شده در ۱۳ ژوئیه ۲۰۲۰ توسط Wayback Machine | آمیان        | ورزشگاه پارک المپیک لیون   | ۵ فوریه | ۱۹:۰۰   |
| مون‌پلیه     | ۱ - ۱                                                  | متس          | ورزشگاه استاد دو لا موسون  | ۵ فوریه | ۱۹:۰۰   |
| نیم المپیک  | ۲ - ۰                                                  | دیژون        | ورزشگاه کوستیر             | ۵ فوریه | ۱۹:۰۰   |
| استاد رنس   | ۱ - ۱ بایگانی‌شده در ۶ ژوئیه ۲۰۲۰ توسط Wayback Machine  | نیس          | ورزشگاه آگوست دلون         | ۵ فوریه | ۱۹:۰۰   |
| تولوز       | ۰ - ۱                                                  | استراسبورگ   | ورزشگاه تولوز              | ۵ فوریه | ۱۹:۰۰   |
| سن-اتین     | ۰ - ۲                                                  | المپیک مارسی | ورزشگاه ژوفروا-گیشار       | ۵ فوریه | ۲۱:۰۰   |

| هفته ۲۴      | هفته ۲۴ | هفته ۲۴     | هفته ۲۴                   | هفته ۲۴ | هفته ۲۴ |
| میزبان       | نتیجه   | مهمان       | ورزشگاه                   | تاریخ   | ساعت    |
| ------------ | ------- | ----------- | ------------------------- | ------- | ------- |
| آنژه         | ۰ - ۲   | لیل         | ورزشگاه ریموند کوپا       | ۷ فوریه | ۲۰:۴۵   |
| المپیک مارسی | ۱ - ۰   | تولوز       | ورزشگاه ولودروم           | ۸ فوریه | ۱۷:۳۰   |
| آمیان        | ۱ - ۲   | موناکو      | ورزشگاه لیکورن            | ۸ فوریه | ۲۰:۰۰   |
| دیژون        | ۳ - ۳   | نانت        | ورزشگاه گستون ژرار        | ۸ فوریه | ۲۰:۰۰   |
| متس          | ۱ - ۲   | بوردو       | ورزشگاه استاد سن سیمفورین | ۸ فوریه | ۲۰:۰۰   |
| نیس          | ۱ - ۳   | نیم المپیک  | ورزشگاه آلیانز ریویرا     | ۸ فوریه | ۲۰:۰۰   |
| رن           | ۰ - ۰   | برستوا      | ورزشگاه روازون پارک       | ۸ فوریه | ۲۰:۰۰   |
| مون‌پلیه      | ۱ - ۰   | سن-اتین     | ورزشگاه استاد دو لا موسون | ۹ فوریه | ۱۵:۰۰   |
| استراسبورگ   | ۳ - ۰   | استاد رنس   | ورزشگاه ده لا مینو        | ۹ فوریه | ۱۷:۰۰   |
| پاری سن-ژرمن | ۴ - ۲   | المپیک لیون | ورزشگاه پارک دِ پرنس       | ۹ فوریه | ۲۱:۰۰   |

| هفته ۲۵     | هفته ۲۵ | هفته ۲۵      | هفته ۲۵                    | هفته ۲۵  | هفته ۲۵ |
| میزبان      | نتیجه   | مهمان        | ورزشگاه                    | تاریخ    | ساعت    |
| ----------- | ------- | ------------ | -------------------------- | -------- | ------- |
| موناکو      | ۱ - ۰   | مون‌پلیه      | ورزشگاه لویی دوم           | ۱۴ فوریه | ۲۰:۴۵   |
| آمیان       | ۴ - ۴   | پاری سن-ژرمن | ورزشگاه ریموند کوپا        | ۱۵ فوریه | ۱۷:۳۰   |
| بوردو       | ۲ - ۲   | دیژون        | ورزشگاه نیو بوردو          | ۱۵ فوریه | ۲۰:۰۰   |
| نانت        | ۰ - ۰   | متس          | ورزشگاه استاد دو لا بوژوار | ۱۵ فوریه | ۲۰:۰۰   |
| نیم المپیک  | ۱ - ۰   | آنژه         | ورزشگاه کوستیر             | ۱۵ فوریه | ۲۰:۰۰   |
| تولوز       | ۰ - ۲   | نیس          | ورزشگاه تولوز              | ۱۵ فوریه | ۲۰:۰۰   |
| المپیک لیون | ۱ - ۱   | استراسبورگ   | ورزشگاه پارک المپیک لیون   | ۱۶ فوریه | ۱۵:۰۰   |
| برستوا      | ۳ - ۲   | سن-اتین      | ورزشگاه فرانسیس لا بلی     | ۱۶ فوریه | ۱۷:۰۰   |
| استاد رنس   | ۱ - ۰   | رن           | ورزشگاه آگوست دلون         | ۱۶ فوریه | ۱۷:۰۰   |
| لیل         | ۱ - ۲   | المپیک مارسی | ورزشگاه پیر مائوروی        | ۱۶ فوریه | ۲۱:۰۰   |

| هفته ۲۶      | هفته ۲۶ | هفته ۲۶     | هفته ۲۶                   | هفته ۲۶  | هفته ۲۶ |
| میزبان       | نتیجه   | مهمان       | ورزشگاه                   | تاریخ    | ساعت    |
| ------------ | ------- | ----------- | ------------------------- | -------- | ------- |
| نیس          | ۲ - ۲   | برستوا      | ورزشگاه آلیانز ریویرا     | ۲۱ فوریه | ۱۹:۰۰   |
| متس          | ۰ - ۲   | المپیک لیون | ورزشگاه استاد سن سیمفورین | ۲۱ فوریه | ۲۰:۴۵   |
| المپیک مارسی | ۱ - ۳   | نانت        | ورزشگاه ولودروم           | ۲۲ فوریه | ۱۷:۳۰   |
| آنژه         | ۱ - ۰   | مون‌پلیه     | ورزشگاه ریموند کوپا       | ۲۲ فوریه | ۲۰:۰۰   |
| دیژون        | ۱ - ۱   | موناکو      | ورزشگاه گستون ژرار        | ۲۲ فوریه | ۲۰:۰۰   |
| لیل          | ۳ - ۰   | تولوز       | ورزشگاه پیر مائوروی       | ۲۲ فوریه | ۲۰:۰۰   |
| استراسبورگ   | ۰ - ۰   | آمیان       | ورزشگاه ده لا مینو        | ۲۲ فوریه | ۲۰:۰۰   |
| سن-اتین      | ۱ - ۱   | استاد رنس   | ورزشگاه ژوفروا-گیشار      | ۲۳ فوریه | ۱۵:۰۰   |
| رن           | ۲ - ۱   | نیم المپیک  | ورزشگاه روازون پارک       | ۲۳ فوریه | ۱۷:۰۰   |
| پاری سن-ژرمن | ۴ - ۳   | بوردو       | ورزشگاه پارک دِ پرنس       | ۲۳ فوریه | ۲۱:۰۰   |

| هفته ۲۷      | هفته ۲۷ | هفته ۲۷      | هفته ۲۷                    | هفته ۲۷  | هفته ۲۷ |
| میزبان       | نتیجه   | مهمان        | ورزشگاه                    | تاریخ    | ساعت    |
| ------------ | ------- | ------------ | -------------------------- | -------- | ------- |
| نیم المپیک   | ۲ - ۳   | المپیک مارسی | ورزشگاه کوستیر             | ۲۸ فوریه | ۲۰:۴۵   |
| پاری سن-ژرمن | ۴ - ۰   | دیژون        | ورزشگاه پارک دِ پرنس        | ۲۹ فوریه | ۱۷:۳۰   |
| آمیان        | ۰ - ۱   | متس          | ورزشگاه ریموند کوپا        | ۲۹ فوریه | ۲۰:۰۰   |
| برستوا       | ۰ - ۱   | آنژه         | ورزشگاه فرانسیس لا بلی     | ۲۹ فوریه | ۲۰:۰۰   |
| موناکو       | ۱ - ۱   | استاد رنس    | ورزشگاه لویی دوم           | ۲۹ فوریه | ۲۰:۰۰   |
| مون‌پلیه      | ۳ - ۰   | استراسبورگ   | ورزشگاه استاد دو لا موسون  | ۲۹ فوریه | ۲۰:۰۰   |
| تولوز        | ۰ - ۲   | رن           | ورزشگاه تولوز              | ۲۹ فوریه | ۲۰:۰۰   |
| نانت         | ۰ - ۱   | لیل          | ورزشگاه استاد دو لا بوژوار | ۱ مارس   | ۱۵:۰۰   |
| بوردو        | ۱ - ۱   | نیس          | ورزشگاه نیو بوردو          | ۱ مارس   | ۱۷:۰۰   |
| المپیک لیون  | ۲ - ۰   | سن-اتین      | ورزشگاه پارک المپیک لیون   | ۱ مارس   | ۲۱:۰۰   |

| هفته ۲۸      | هفته ۲۸ | هفته ۲۸      | هفته ۲۸                   | هفته ۲۸ | هفته ۲۸ |
| میزبان       | نتیجه   | مهمان        | ورزشگاه                   | تاریخ   | ساعت    |
| ------------ | ------- | ------------ | ------------------------- | ------- | ------- |
| المپیک مارسی | ۲ - ۲   | آمیان        | ورزشگاه ولودروم           | ۶ مارس  | ۲۰:۴۵   |
| آنژه         | ۲ - ۰   | نانت         | ورزشگاه ریموند کوپا       | ۷ مارس  | ۲۰:۰۰   |
| دیژون        | ۲ - ۱   | تولوز        | ورزشگاه گستون ژرار        | ۷ مارس  | ۲۰:۰۰   |
| متس          | ۲ - ۱   | نیم المپیک   | ورزشگاه استاد سن سیمفورین | ۷ مارس  | ۲۰:۰۰   |
| نیس          | ۲ - ۱   | موناکو       | ورزشگاه آلیانز ریویرا     | ۷ مارس  | ۲۰:۰۰   |
| استاد رنس    | ۱ - ۰   | برستوا       | ورزشگاه آگوست دلون        | ۷ مارس  | ۲۰:۰۰   |
| سن-اتین      | ۱ - ۱   | بوردو        | ورزشگاه ژوفروا-گیشار      | ۸ مارس  | ۱۵:۰۰   |
| رن           | ۵ - ۰   | مون‌پلیه      | ورزشگاه روازون پارک       | ۸ مارس  | ۱۷:۰۰   |
| لیل          | ۱ - ۰   | المپیک لیون  | ورزشگاه پیر مائوروی       | ۸ مارس  | ۲۱:۰۰   |
| استراسبورگ   | -       | پاری سن-ژرمن | ورزشگاه ده لا مینو        | لغو شد. | لغو شد. |

## آمار فصل
| رتبه | نام بازیکن     | باشگاه       | تعداد گل | منبع   |
| ---- | -------------- | ------------ | -------- | ------ |
| ۱    | وسام بن یدر    | موناکو       | ۱۸       | [ ۳۴ ] |
| ۱    | کیلین ام‌باپه   | پاری سن-ژرمن | ۱۸       | [ ۳۴ ] |
| ۳    | موسی دمبله     | لیون         | ۱۶       | [ ۳۴ ] |
| ۴    | نیمار          | پاری سن-ژرمن | ۱۳       | [ ۳۴ ] |
| ۴    | ویکتور اسیمهن  | لیل          | ۱۳       | [ ۳۴ ] |
| ۶    | حبیب دیالو     | متس          | ۱۲       | [ ۳۴ ] |
| ۶    | مائورو ایکاردی | پاری سن-ژرمن | ۱۲       | [ ۳۴ ] |
| ۸    | داریو بندتو    | مارسی        | ۱۱       | [ ۳۴ ] |
| ۸    | کاسپر دولبرگ   | نیس          | ۱۱       | [ ۳۴ ] |
| ۱۰   | دنیس بواگنا    | سن-اتین      | ۱۰       | [ ۳۴ ] |
| ۱۰   | ام‌بایه نیانگ   | رن           | ۱۰       | [ ۳۴ ] |
| ۱۲   | اندی دلورت     | مون‌پلیه      | ۹        | [ ۳۴ ] |
| ۱۲   | ممفیس دپای     | لیون         | ۹        | [ ۳۴ ] |
| ۱۲   | سرهو گیراسی    | آمیان        | ۹        | [ ۳۴ ] |
| ۱۲   | دیمیتری پایت   | مارسی        | ۹        | [ ۳۴ ] |
| ۱۲   | اسلام سلیمانی  | موناکو       | ۹        | [ ۳۴ ] |
| ۱۷   | لودوویک آژورک  | استراسبورگ   | ۸        | [ ۳۴ ] |
| ۱۷   | آنخل دی ماریا  | پاری سن-ژرمن | ۸        | [ ۳۴ ] |
| ۱۷   | آدرین توماسون  | استراسبورگ   | ۸        | [ ۳۴ ] |
| ۱۹   | ویلان سایپرین  | نیس          | ۷        | [ ۳۴ ] |

| رتبه | بازیکن           | باشگاه       | پاس گل | منبع   |
| ---- | ---------------- | ------------ | ------ | ------ |
| ۱    | آنخل دی ماریا    | پاری سن-ژرمن | ۱۴     | [ ۳۵ ] |
| ۲    | اسلام سلیمانی    | موناکو       | ۸      | [ ۳۵ ] |
| ۳    | یوان کورت        | برستوا       | ۷      | [ ۳۵ ] |
| ۴    | ژاناتان ایکونه   | لیل          | ۶      | [ ۳۵ ] |
| ۴    | پیر لیس-ملو      | نیس          | ۶      | [ ۳۵ ] |
| ۴    | نیمار            | پاری سن-ژرمن | ۶      | [ ۳۵ ] |
| ۷    | وسام بن یدر      | موناکو       | ۵      | [ ۳۵ ] |
| ۷    | رومان دل کاستیلو | رن           | ۵      | [ ۳۵ ] |
| ۷    | گائل کاکوتا      | آمیان        | ۵      | [ ۳۵ ] |
| ۷    | گایتان لابورده   | مون‌پلیه      | ۵      | [ ۳۵ ] |
| ۷    | کیلین ام‌باپه     | پاری سن-ژرمن | ۵      | [ ۳۵ ] |
| ۷    | موزس سایمون      | نانت         | ۵      | [ ۳۵ ] |
| ۷    | مارکو وراتی      | پاری سن-ژرمن | ۵      | [ ۳۵ ] |
| ۱۴   | آنتونی کاچی      | استراسبورگ   | ۴      | [ ۳۵ ] |
| ۱۴   | تیاگو مندز       | لیون         | ۴      | [ ۳۵ ] |
| ۱۴   | ژف رین-آدلاید    | لیون         | ۴      | [ ۳۵ ] |
| ۱۴   | آدام ترائوره     | متس          | ۴      | [ ۳۵ ] |
| ۱۴   | یوسف یازیچی      | لیل          | ۴      | [ ۳۵ ] |

### هت-تریک‌ها
| بازیکن          | گل‌ها          | باشگاه | مقابل      | نتیجه   | تاریخ           | هفته    |
| --------------- | ------------- | ------ | ---------- | ------- | --------------- | ------- |
| کاسیمیر نینگا   | ۷۸'، ۸۴'، ۸۹' | آنژه   | سن-اتین    | ۴–۱ (خ) | ۲۲ سپتامبر ۲۰۱۹ | هفته ۶  |
| کریستین باتوچیو | ۴۵'، ۵۳'، ۷۵' | برستوا | استراسبورگ | ۵–۰ (خ) | ۳ دسامبر ۲۰۱۹   | هفته ۱۶ |
| جاش ماجا        | ۲۵'، ۳۸'، ۵۳' | بوردو  | نیم        | ۶–۰ (خ) | ۳ دسامبر ۲۰۱۹   | هفته ۱۶ |
| داریو بندتو     | ۱۰'، ۳۶'، ۶۹' | مارسی  | نیم        | ۳–۲ (م) | ۲۸ فوریه ۲۰۲۰   | هفته ۲۷ |

| رتبه | بازیکن          | باشگاه       | کلین-شیت |
| ---- | --------------- | ------------ | -------- |
| ۱    | مایک ماینان     | لیل          | ۱۲       |
| ۱    | استیو مانداندا  | مارسی        | ۱۲       |
| ۱    | پردراگ رایکوویچ | رنس          | ۱۲       |
| ۴    | لودویک بوتل     | آنژه         | ۱۱       |
| ۴    | کیلور ناواس     | پاری سن-ژرمن | ۱۱       |
| ۶    | آلبان لافونت    | نانت         | ۱۰       |
| ۷    | ادوارد مندی     | رن           | ۹        |
| ۸    | آنتونی لوپس     | لیون         | ۸        |
| ۸    | الکساندر اوکیجا | متس          | ۸        |
| ۸    | ژرونیمو رولی    | مون‌پلیه      | ۸        |
| ۸    | ماتز سلس        | استراسبورگ   | ۸        |

| ماه     | بازیکن           | باشگاه       | منبع |
| ------- | ---------------- | ------------ | ---- |
| اوت     | اداردو کاماوینگا | رن           |      |
| سپتامبر | ویکتور اوسیمهن   | لیل          |      |
| اکتبر   | تیاگو سیلوا      | پاری سن-ژرمن |      |
| نوامبر  | جف رن-آدلید      | لیون         |      |
| دسامبر  | وسام بن یدر      | موناکو       |      |
| ژانویه  | نیمار            | پاری سن-ژرمن |      |
| فوریه   | ---              | ---          | ---  |
| مارس    | ---              | ---          | ---  |
| آوریل   | ---              | ---          | ---  |

## نقل و انتقالات

### گرانترین خرید تابستانی
| بازیکن     | باشگاه مقصد                | باشگاه مبدا                   | قیمت (€)   | منبع   |
| ---------- | -------------------------- | ----------------------------- | ---------- | ------ |
| عبدو دیالو | باشگاه فوتبال پاری سن-ژرمن | باشگاه فوتبال بروسیا دورتموند | ۳۲٫۰۰۰٫۰۰۰ | [ ۳۶ ] |

### گرانترین فروش تابستانی
| بازیکن     | باشگاه مقصد          | باشگاه مبدا       | قیمت (€)   | منبع   |
| ---------- | -------------------- | ----------------- | ---------- | ------ |
| نیکولا پپه | باشگاه فوتبال آرسنال | باشگاه فوتبال لیل | ۸۰٫۰۰۰٫۰۰۰ | [ ۳۶ ] |

## ترکیب تیم قهرمان پاری سن-ژرمن
درجدول زیر تعداد بازی‌ها و گل‌های هر بازیکن در پرانتز آمده‌است. (گل‌ها/بازی‌ها)
فقط بازیکنانی که در طول فصل مورد استفاده قرار گرفتند ذکر شده‌اند.
| ۱.           | باشگاه فوتبال پاری سن-ژرمن | ترکیب اصلی (۳-۳-۴)                                                        |
| پاری سن-ژرمن | - دروازه بان‌ها: کیلور ناواس (۲۱/۰)؛ سرخیو ریکو (۲/۰)؛ مارچین بووکا (۱/۰) - مدافعان: میچل باکر (۱/۰)؛ خوان برنات (۱۸/۰)؛ کولین داگبا (۱۰/۰)؛ عبدو دیالو (۱۶/۰)؛ تیلو کرر (۷/۱)؛ پینل کیمپمبه (۱۶/۰)؛ لوین کروزوا (۱۴/۱)؛ مارکینیوس (۱۹/۳)؛ لوییک امبه سوه (۱/۰)؛ توما مونیه (۱۶/۰)؛ نیانزو کواسی (۶/۲)؛ تیاگو سیلوا (۲۱/۰) - بازیکنان میانی: عادل عوشیش (۱/۰)؛ یولیان دراکسلر (۱۱/۰)؛ ادریسا گی (۲۰/۱)؛ آندر هررا (۸/۱)؛ لئاندرو پاردس (۱۷/۰)؛ مارکو وراتی (۲۰/۰) - مهاجمان: اریک ماکسیم چوپو-موتینگ (۹/۳)؛ ادینسون کاوانی (۱۴/۴)؛ مائورو ایکاردی (۲۰/۱۲)؛ آنخل دی ماریا (۲۶/۷)؛ کیلین ام‌باپه (۲۰/۱۸)؛ نیمار (۱۵/۱۳)؛ پابلو سارابیا (۲۱/۴) | ناواس مونیه سیلوا کیمپمبه برنات گی مارکینیوس وراتی دی‌ماریا ایکاردی ام‌باپه |
| پاری سن-ژرمن | - آلفونس آرئولا (۳/۰) در طول فصل باشگاه را ترک کرد. - خسه رودریگز (۱/۰) در طول فصل باشگاه را ترک کرد. - آرتور زاگره (۰/۰) در طول فصل باشگاه را ترک کرد. | ناواس مونیه سیلوا کیمپمبه برنات گی مارکینیوس وراتی دی‌ماریا ایکاردی ام‌باپه |
| پاری سن-ژرمن | - سرمربی: توماس توخل | ناواس مونیه سیلوا کیمپمبه برنات گی مارکینیوس وراتی دی‌ماریا ایکاردی ام‌باپه |